# カッセル

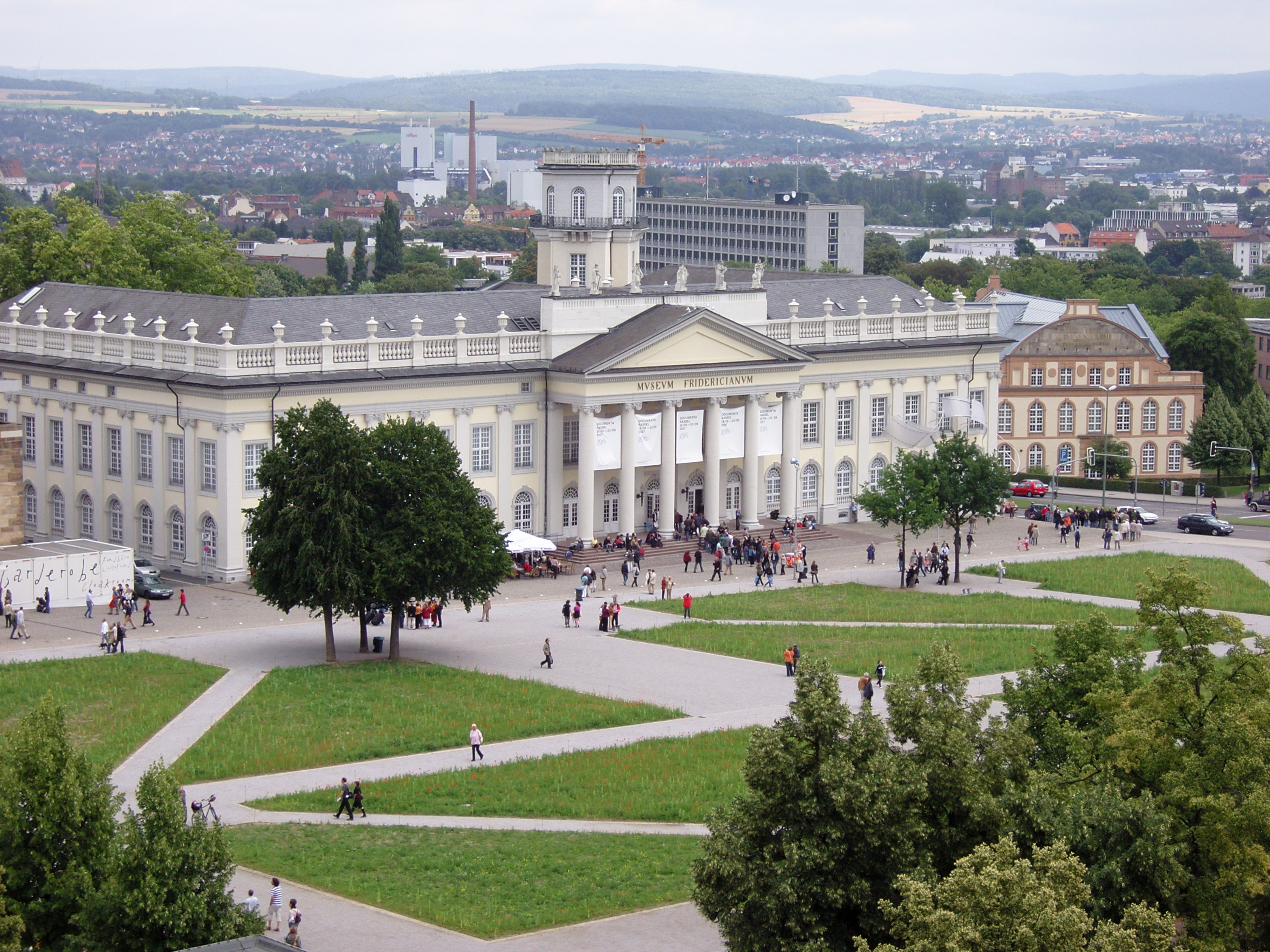
ドクメンタの主要会場の一つである美術館フリーデリキアヌム

カッセルの象徴的建造物であるベルクパルク・ヴィルヘルムスヘーエのヘルクレス

カッセル （ドイツ語: Kassel、1926年までは Cassel が公式な表記であった）は、ドイツ連邦共和国ヘッセン州の都市。同州北部の大学都市で、フランクフルト・アム・マイン、ヴィースバーデンに次ぐヘッセン州第3位の都市である。
カッセルは歴史上、ヘッセンの首都の一つであり、1277年から1866年まで首都機能が置かれていた。この街は現在、同名の行政管区および郡の行政庁舎所在地（ただし郡には属さない郡独立市）である。また、ヘッセン州に10ある上級中心都市の一つである。
フルダ川の両岸に広がるカッセルは、国際的には特に、カッセルのヴァッサーシュピールが行われるハービヒツヴァルトのベルクパルク・ヴィルヘルムスヘーエ（直訳すると「山の公園ヴィルヘルムスヘーエ」）や1955年から 4、5年ごとに開催される芸術祭ドクメンタで知られている。このためカッセルは1999年3月から「ドクメンタ・シュタット」というニックネームを公式に称している。
カッセルの人口は1899年に10万人を超え、これにより大都市の仲間入りをした。現在（2023年12月31日）のカッセルの人口は 204,687人である。

## 地理
カッセルはドイツの地理上の中心点から北西約70km に位置する。カッセルは、エアフルト、ゲッティンゲンに次いで3番目にドイツの中心に近い大都市である。
この街はニーダーザクセン州との州境にも近いヘッセン州北部のいわゆる「カッセル盆地」に位置する。ただし地形学上これは盆地ではなく、幅広く拡大したカッセル谷であり、その中にはカールスアウエやフルダアウエといったフルダ川の河岸低地が見られる。カッセル盆地は西部ヘッセン低地の一部であり、さらには地中海 - ミョーサ湖帯の一部でもある。カッセル谷に位置するカッセル市は、南西をランゲンベルク、西をホーアー・ハービヒツヴァルト（いずれもハービヒツヴァルト山地の一部）、北東をラインハルトの森（ヴェーザーベルクラントの一部）の南の支脈、東をカウフンゲンの森、南東から南にかけてをゼーレ（後者2つはフルダ＝ヴェラ山地の一部）に取り囲まれている。これら5つの中低山地は市の南と北に分かれており、東西方向には互いに尾根で繋がっている。このためカッセル谷、すなわち南から北に流れるフルダ川の谷は山塊を回り込むように湾曲している。
カッセルは、気候上は中低山地に比べると穏やかで温暖である。カッセル谷の形状と高台にある森林地域のため、この街は悪天候から護られ、特に夏場は空気が谷底に堰き止められるため、周辺よりも気温が3-5℃高い。
中規模都市のバウナタール、小都市のフェルマー、町村であるニーステタール、フルダタール、フルダブリュック、カウフンゲン、ローフェルデンが市域を接している。
カッセルは、3本のアウトバーン（A7号線、A44号線、A49号線）、5本の連邦道、1本の幹線鉄道（ICEが走っている路線）に接続しており、数 km 離れたカルデン町内にカッセル＝カルデン飛行場を有している。（「交通」の項参照）
最寄りの大都市は（以下、距離表示は、直線距離/道路距離である）、ニーダーザクセン州のハノーファー（約120/164 km 北）、ゲッティンゲン（約 40/55 km 北東）、テューリンゲン州エアフルト（115/185 km 東）、ヘッセン州フランクフルト・アム・マイン（約 150/193 km 南）、ノルトライン＝ヴェストファーレン州ジーゲン（約 115/165 km 南西）、ハム（約 122/153 km 西）、ドルトムント（約 145/165 km 西）、パーダーボルン（約 70/84 km 北西）である。

### 都市景観
カッセル中心街の景観は、第二次世界大戦中のイギリス軍空爆による破壊後の復興コンセプトに拠るため歴史的建造物はほとんど保存されておらず、典型的な1950年代の建築群からなっている。他の多くの都市とは反対にカッセルでは当時の同時代の様式による復興が計画され、古い都市景観を再現しようとする試みはなされなかったのである。多くの歴史的建造物の廃墟は取り壊された。復興方針は田園都市を目指すもので、特に4から5階建ての家屋が建設された。さらにこの街は、一方では自動車交通に最適化されながら、他方では1953年11月9日に開通したトレッペン通りはドイツ連邦共和国最初の歩行者専用区域となった。遅くとも1970年代には道路システムのキャパシティは一杯となり、急速に拡大する自動車交通量を克服しなければならなかった。カッセルの歴史的建築様式からの過激なまでの離反は現在では議論の的となっている。
多くの場合建て込んでいる住宅街とは対照的にカッセルは多くの緑地を有している。たとえばベルクパルク・ヴィルヘルムスヘーエ、カールスアウエやフルダアウエなどである（「庭園と公園」の項参照）。カッセルの市域内の様々な場所で数多くのオークの木が目を惹く。これは芸術家ヨーゼフ・ボイスによって、「7.000 Eichen – Stadtverwaldung statt Stadtverwaltung」（7,000本のオークの木 ― 都市管理の代わりに都市森林化を）のモットーの下、1982年から1987年にかけて通りや公園沿いに植えられたものである。
カッセル市内を、フルダ川と、これに流れ込む支流や小川が流れている。たとえばアーネ川、ドルーゼル川（その下流部分は「クライネ・フルダ川」と呼ばれる）、ガイレバッハ川（その下流部分はデル川と呼ばれる）、グルンネルバッハ川、ユングフェルンバッハ川、ロッセ川、ニーステ川、ヴァーレバッハ川などである。
カッセルの最低地点はフルダタールの北東部で海抜 132.9 m（飲食店「グラウエ・カッツェ」のやや北側の水位測定所）である。ただし、クラーゲンホーフの飛び地を考慮に入れると最低地点は数 m 下がる。それはフルダタール＝ヴァーンハウゼンとの市境に面した堰の下部で、海抜 131.4 m である。市の中心部では、ケーニヒス広場が 163 m、市庁舎が 169 m、ヴィルヘルムスヘーエ城が約 285 m である。市の最高地点は、持ちに覆われた地域ではあるのだが、ハービヒツヴァルト内のホーエス・グラスで、海抜約 615 m である。
カッセルで最も高い建造物はルター教会の古い教会塔 (75 m)、ヘルクレス像 (70.5 m)、マルティンス教会の2本の塔 (69 m) であるが、市域のすぐ外側のエッシヒベルクに建つハービヒツヴァルト通信塔は高さ186 m ある。

### 隣接する市町村
北から時計回りに以下の市町村がカッセル市と境を接する。ニーダーザクセン州ゲッティンゲン郡に属すシュタウフェンベルク以外はいずれもカッセル郡に属す。アーナタール、フェルマー、フルダタール、シュタウフェンベルク、ニーステ、ニーステタール、カウフンゲン、ローフェルデン、フルダブリュック、バウナタール、シャウエンブルク、ハービヒツヴァルト。北のフェルマーとフルダタール、東のカウフンゲン、南東のローフェルデン、南のバウナタールは市域のすぐ傍まで成長している。

### 市の構成と市の広がり
カッセルの市域は、23の市区に分けられる。それぞれに地区議会があり、その代表者として地区長が存在する。地区議会議員は任期5年で各市区の住民による直接選挙で選出される。地区議会は市区に関わる質問・議論を聞くために重要な機会である。ただし最終的にはカッセル全市の行政担当者集会で決定される。

#### 市区と境を接する市町村
歴史的に拡大した市区の他、かつては独立した町村がカッセルに合併して成立した市区もある。かっこ内に合併した年を記す。
| 市区 (合併年)                                                         | 地図 | 人口（2009年12月現在） |
| --------------------------------------------------------------------- | ---- | ---------------------- |
| 01 ミッテ (Mitte)                                                     |      | 7,749                  |
| 02 ジュートシュタット (Südstadt)                                      |      | 7,115                  |
| 03 フォルデラー・ヴェステン (Vorderer Westen)                         |      | 15,479                 |
| 04 ヴェールハイデン (Wehlheiden, 1899年)                              |      | 13,388                 |
| 05 バート・ヴィルヘルムスヘーエ (Bad Wilhelmshöhe, 1906年)            |      | 11,955                 |
| 06 ブラッセルスベルク (Brasselsberg)                                  |      | 3,980                  |
| 07 ジュスターフェルト＝ヘレベーン (Süsterfeld-Helleböhn)              |      | 5,841                  |
| 08 ハルレスハウゼン (Harleshausen, 1936年)                            |      | 12,657                 |
| 09 キルヒディトモルト (Kirchditmold, 1906年)                          |      | 10,469                 |
| 10 ローテンディトモルト (Rothenditmold, 1906年)                       |      | 6,370                  |
| 11 ノルト＝ホラント (Nord-Holland)                                    |      | 14,074                 |
| 12 フィリピネンホーフ＝ヴァルテベルク (Philippinenhof-Warteberg)      |      | 4,006                  |
| 13 ファザーネンホーフ (Fasanenhof, 1926年)                            |      | 8,413                  |
| 14 ヴェーザートーア (Wesertor)                                        |      | 9,059                  |
| 15 ヴォルフスアンガー＝ハーゼンヘッケ (Wolfsanger-Hasenhecke, 1936年) |      | 6,717                  |
| 16 ベッテンハウゼン (Bettenhausen, 1906年)                            |      | 8,156                  |
| 17 フォルストフェルト (Forstfeld)                                     |      | 6,682                  |
| 18 ヴァルダウ (Waldau, 1936年)                                        |      | 6,465                  |
| 19 ニーダーツヴェーレン (Niederzwehren, 1936年)                       |      | 11,240                 |
| 20 オーバーツヴェーレン (Oberzwehren, 1936年)                         |      | 12,754                 |
| 21 ノルツハウゼン (Nordshausen, 1936年)                               |      | 2,063                  |
| 22 ユングフェルンコプフ (Jungfernkopf)                                |      | 3,798                  |
| 23 ウンターノイシュタット (Unterneustadt)                             |      | 3,811                  |
| デンケ (Dönche)                                                       |      |                        |

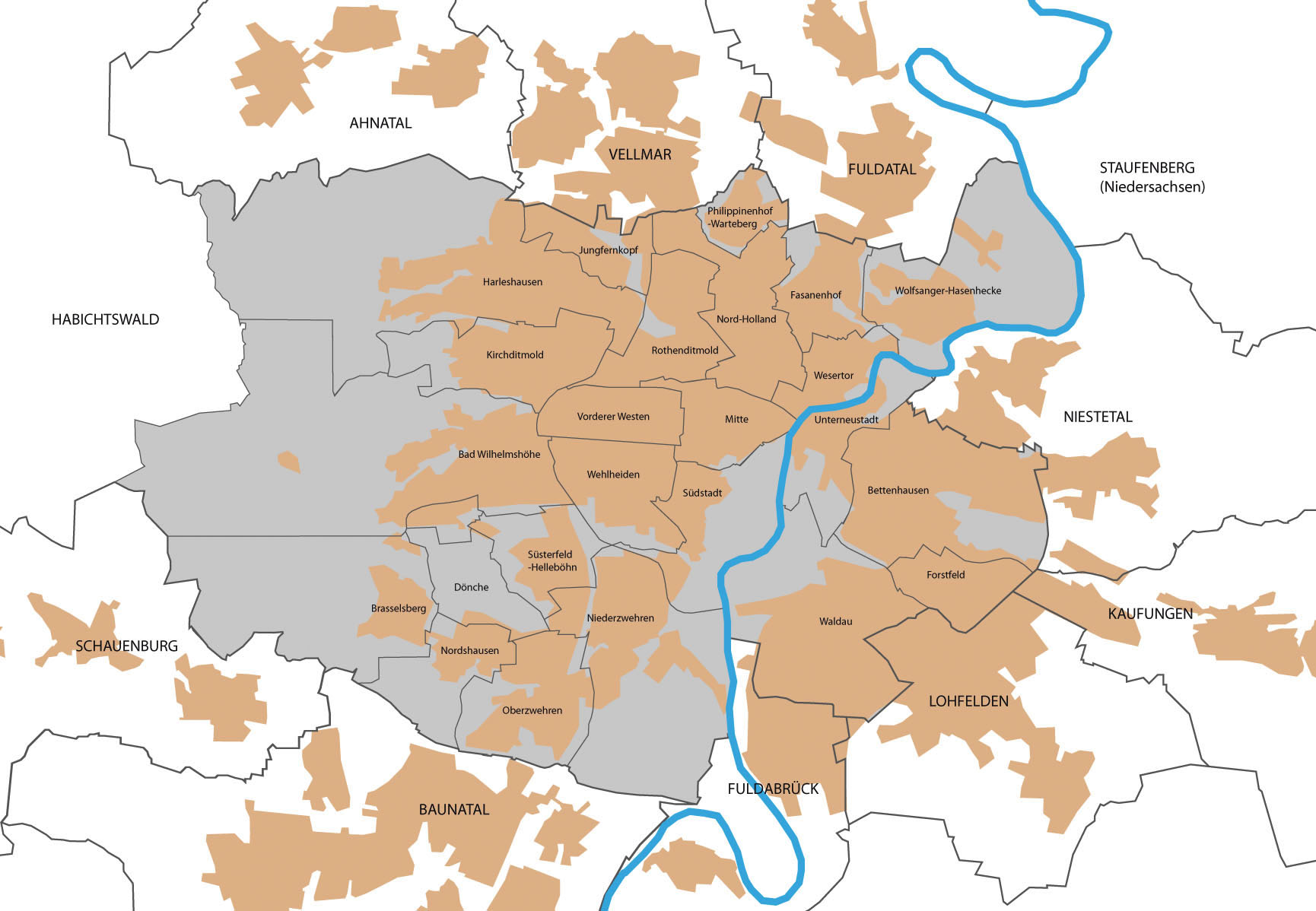
カッセルの市域と周辺市町村の市街地分布

カッセルの市区内には部分的に固有の名称を持つオルツベツィルクあるいはジートルングと呼ばれる小地区を有するものがある、たとえば、バート・ヴィルヘルムスヘーエ市区はムーラング、マールバッハスヘーエといった小地区を有し、飛び地の小地区クラーゲンホーフはヴォルフスアンガー＝ハーゼンヘッケ区に属すといった具合である。上の表の最後にあるデンケは市区ではなく、市内南西部の未開墾の自然保護地域で、どの市区にも属さない土地である。ドイツの他の大都市が市境を更新することで人口をかなり増大させたのに対し、カッセルの人口は若干の変動はあるものの、ほぼ一定している。
1970年代に実施されたヘッセン州の地域再編の際、カッセルでは自治体の合併は行われず、1936年の市境が現在まで使われている。とはいえ、市街地は隣接する市町村とほとんど一体化している。

### 土地利用
カッセルの市域: 総面積 106.77 km2
| 土地の用途           | 2003年 | 2009年 |
| -------------------- | ------ | ------ |
| 住宅と空き地（緑地） | 34.5%  | 35.0%  |
| 森林                 | 21.6%  | 21.6%  |
| 農地                 | 17.0%  | 15.9%  |
| 交通用地             | 13.0%  | 12.9%  |
| レクリエーション用地 | 10.0%  | 10.6%  |
| 水域                 | 2.0%   | 2.1%   |
| その他の用途         | 1.5%   | 1.5%   |
| 産業用地             | 0.4%   | 0.4%   |

## 歴史

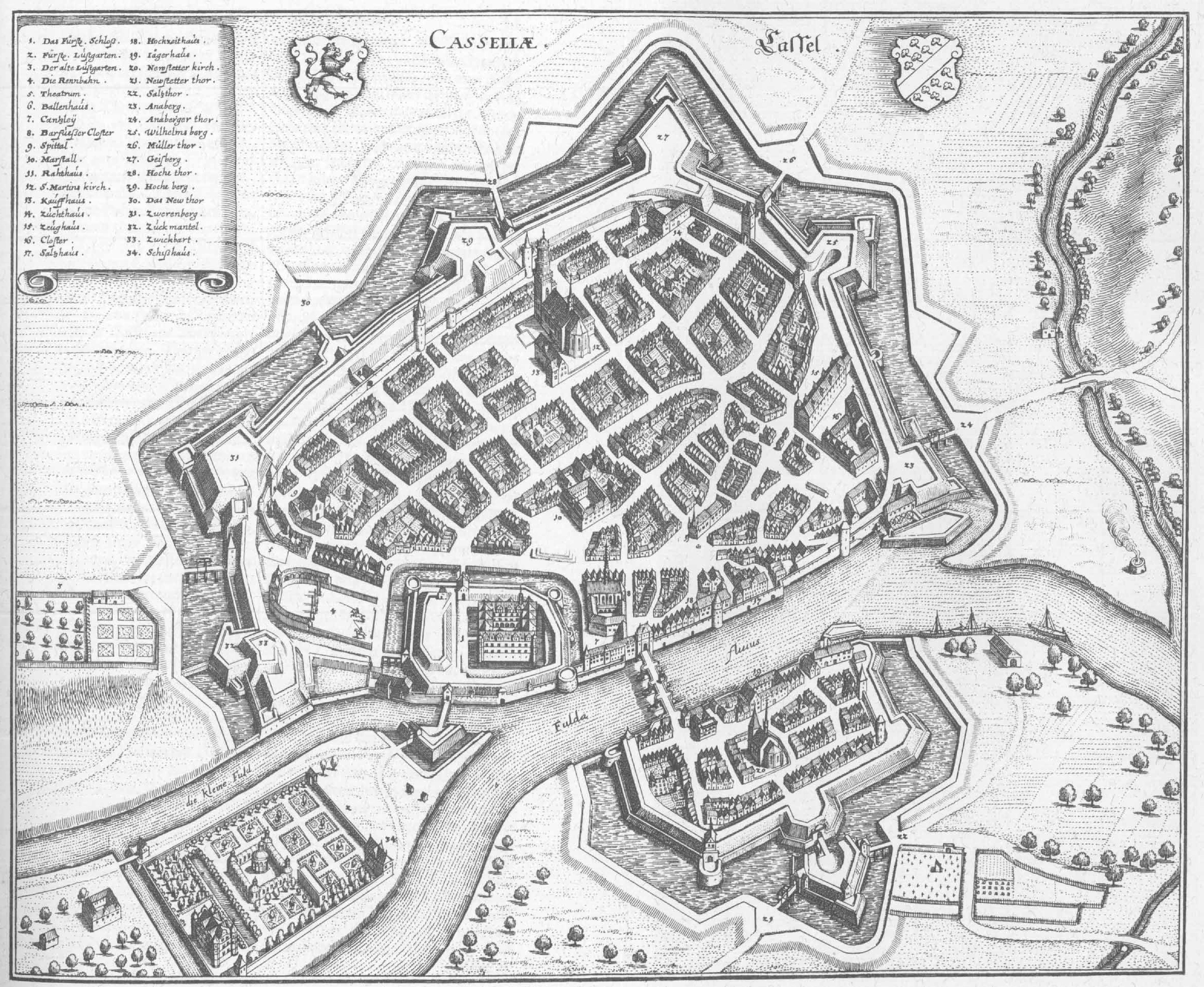
マテウス・メーリアンの銅版画に描かれた1655年頃のカッセル絵地図

カッセルは古代ローマ時代にはカステッルム・カットルム（Castellum Cattorum）と呼ばれた。これは「カッティの城」を意味し、ゲルマン人の一派でカッセル一帯に居住していたカッティ族 (Chatti) に由来する。
カッセルの最初の文献記録は、東フランク王コンラート1世治下 913年の文書にChassellaとして記された記録である。初めは「都市」（civitas）とは呼ばれなかった。現在の行政管区庁舎の場所には砦があり、その周辺に市場集落（Marktsiedlung）が発達した。その規模が小さかったことは「グラーベン」の街並み（グラーベン＝堀）から推測できる。1008年 神聖ローマ皇帝 ハインリヒ2世はこの地の国王荘館（Königshof）を妃のクニグンデ（Kunigunde）に与えた。彼女の死後カッセルは王領地に戻ったが、ハインリヒ3世によって再びクニグンデの兄弟に与えられ、1039年/ 1040年にはカウフンゲン修道院（Kloster Kaufungen）の所有するところとなった。

1150年頃にフランケンのヘッセンガウの伯、すなわちグーデンスベルク伯（またはマーデン伯）の居城として、増築された。1152年にvillaと記されていたカッセルは 1189年にcivitas（「都市」）と記録された。1239年にテューリンゲン方伯ヘルマン2世は都市権（自治）を承認した。
1277年にカッセルは新たに創設されたヘッセン方伯のハインリヒ1世（聖エリーザベトの孫）の主城となった。ハインリヒはフルダ川に橋を架け、対岸に町を建設した。これ以後、この街の歴史はヘッセンの統治者の歴史と緊密に結びついている。14世紀末頃カッセル市と都市君主ヘッセン方伯との間で対立が見られた。1500年頃の市の人口は約4千人であった。
16世紀の初めにヘッセン方伯フィリップ1世は、宗教改革の重要人物となった。1567年にフィリップ1世が亡くなった後、遺領は4人の息子によって分割された。長男ヴィルヘルム (ヘッセン＝カッセル方伯)は遺領のうち北部を相続し、新たに宮廷をカッセルに置いたことから、その所領はヘッセン＝カッセル方伯領と呼ばれることになった。カッセルはこの方伯領の中心都市と同時にカルヴァン派の拠点の一つにもなった。ヘッセン＝カッセルは三十年戦争ではスウェーデンの同盟国となり、18世紀には方伯家のフリードリヒがスウェーデン王フレドリク1世として即位、さらに方伯位も継いで、両国は一時同君連合にもなった。街の景観は、ヘッセン＝カッセル方伯カールによる1700年からの大規模なバロック建築プロジェクト（たとえばカールスアウエやヘルクレス）によって決定づけられた。七年戦争では、この街の支配者は、イギリス＝プロイセン連合軍と、ハプスブルク側で戦ったフランス軍との間で何度も入れ替わった。
1803年にヘッセン＝カッセル方伯ヴィルヘルム9世が選帝侯となった直後、1806年にナポレオン軍がこの街を占領し、1813年までの間、新たに創設されたヴェストファーレン王国の首都となり、ナポレオンの弟ジェロームの宮廷が置かれた。ナポレオンの没落とともにヴェストファーレン王国も消滅したが、領土を回復したヴィルヘルムは神聖ローマ帝国の消滅にもかかわらず選帝侯の称号を用い続け、ヘッセン選帝侯国の国号でドイツ連邦に加盟した。
1866年の普墺戦争終戦後、ヘッセン選帝侯国は、やはりオーストリア側についたハノーファー王国、ナッサウ公国とともにプロイセンに併合された。
1920年から1925年までフィリップ・シャイデマンがカッセル市の上級市長を務めた。
1938年11月7日の夕方、カッセルのシナゴーグをはじめとするユダヤ教施設が破壊された。これは「水晶の夜」としてドイツの歴史に刻まれる事件の2日前のことであった。

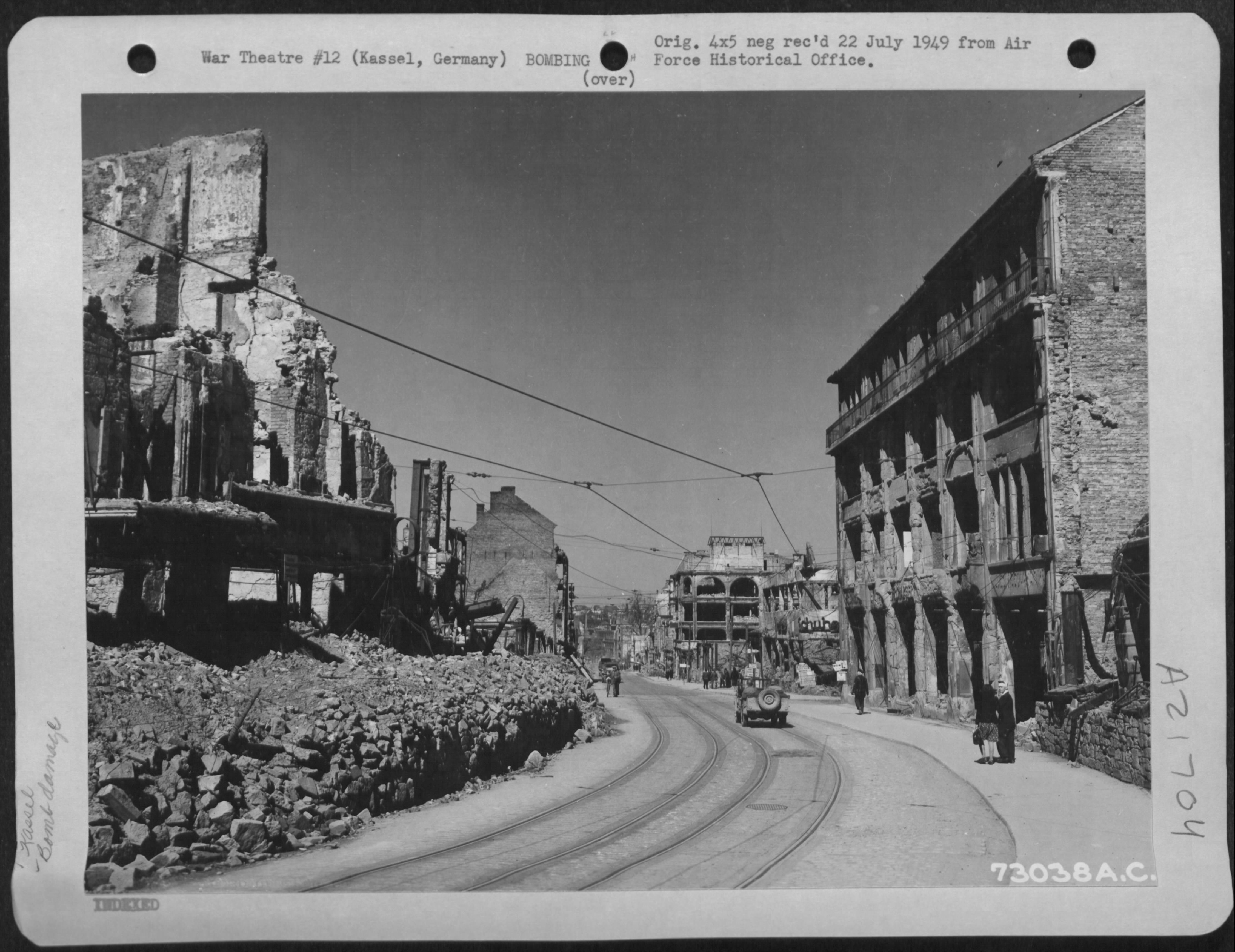
空爆で破壊されたカッセル中心部。ウンテレ・ケーニヒス通り。1945年4月

第二次世界大戦の進行に伴い、何度もの空爆が市街地の大部分を破壊し、これにより数多くの人命が奪われた。この街は1943年10月22日最も激しい大空襲を経験した。この夜 1万人以上が亡くなり、家屋の 80 % が破壊された。カッセル、特に木組み建築が数多く遺っていた旧市街地域はイギリス軍のモラル空爆攻撃作戦の中で、焼夷弾爆撃の目標とされていた。狙い定めた焼夷弾攻撃によって火事になった木造建築は火災旋風を引き起こした。それはドレスデン、ハンブルク、プフォルツハイム、ダルムシュタットで起こったことと同じであった。
1949年、カッセルはドイツ連邦共和国（西ドイツ）の新しい首都に立候補したが、これは成功しなかった。カッセルの他にボン、フランクフルト・アム・マイン、シュトゥットガルトが立候補した。4つの候補都市を検討した委員会が国会に提出した最終報告書に記されたカッセルが落選した主な理由は、東西国境地域に直接面しているその立地にあった。カッセルは1953年に連邦労働裁判所、連邦社会裁判所の所在地となった。
1955年の連邦園芸博覧会のサイドプログラムとして、アーノルト・ボーデによってドクメンタが開催された。これ以後この催しは、国際的に最も重要な現代芸術展の一つに発展した。

### 市町村合併
カッセルに合併したかつての独立した市町村は以下の通りである。
| 合併年 | 地名 | 面積 (ha) |
| ------ | --- | --------- |
| 1899年 | ヴェールハイデン | 372       |
| 1906年 | ヴァーラースハウゼン、キルヒディトモルト、ローテンディトモルト、ベッテンハウゼン                                                          | 1,770     |
| 1926年 | グーツベツィルク・ファザーネンホーフ | 142       |
| 1928年 | グーツベツィルク・オーバーフェルステライ・キルヒディトモルト、ヴィルヘルムスヘーエ、 クラーゲンホーフ、オーバーフェルステライ・エーレント | 2,968     |
| 1936年 | ヴァルダウ、ニーダーツヴェーレン、オーバーツヴェーレン、ノルツハウゼン、 ハルレスハウゼン、ヴォルフスアンガー                             | 2,483     |

### 人口推移
1899年にカッセルの人口は10万人を超え、これにより大都市の仲間入りをした。1939年までに人口は2倍の216,000人となった。これがこの街の史上最大人口であった。ヘッセン州統計局の記録によれば、2005年6月末の人口は194,176人であった。カッセル行政管区の地域計画部門は2020年までに人口は175,000人にまで減少すると算出している。

### 外国人比率
2005年現在カッセルには約23,300人の外国人が住んでいる。総人口に占める割合は 12.2 % で、ドイツ全体の平均値である約 8 % を超えている。ただし、ドイツ国籍を持つ者が10万人を超えるような大都市においては外国人比率は一般的に高い傾向にあり、こうした大都市の外国人比率の平均値（ドイツ西側の平均値で約 15 %）に比べると、この街のそれはやや低い値である。
また、この数値は地区によって大きな違いがある。ユングフェルンコプフ区の外国人比率は 3.9 % であるが、ノルトシュタット区のそれは 35.9 % である。

## 宗教

### キリスト教

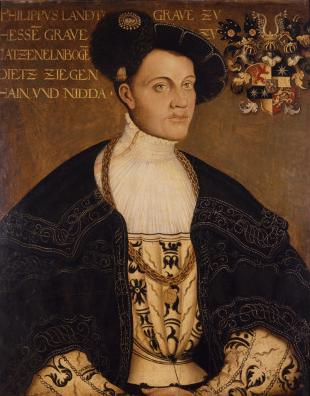
ヘッセン方伯フィリップ1世

カッセルは宗教改革以前はマインツ大司教区に属していた。1526年にヘッセン方伯フィリップ1世がヘッセンに宗教改革をもたらした。ヘッセン＝カッセル方伯モーリッツ碩学伯は改革派の信仰を命じた。ヘッセンにおける（改革派）教会の役員会はカッセルに置かれた。後にヘッセン＝カッセル領内に教会管理監督庁が設けられた（1704年にマールブルク、後にハーナウにも設置された）。カッセルの教会管理監督庁は改革派組織を管理運営した。1731年からルター派教会が独自の礼拝を行い、個別の聖職者を立てるようになった。当時ヘッセンは、ルター派を信仰するスウェーデンと同盟関係にあった。ヘッセン選帝侯国は1866年にプロイセン領となったが、その後1873年にヘッセン＝ナッサウ州カッセル県全体の統一監督庁が設置された。1907年、巡回説教師ハインリヒ・ダルマイヤーの説教による啓蒙運動が起こり、福音書絶対主義者が勢力を得た。その後、ヘッセン＝カッセル地方教会とヴァルデック地方教会とが統合され、クアヘッセン＝ヴァルデック地方教会が設立された。この地方教会内にカッセル教区のカッセル中央教会クライス、カッセル東教会クライス、カッセル西教会クライス（2005年1月1日からはカッセル市教会クライス）が属している。
カッセル新使徒派教会は1900年2月1日に設立され、初めはギースベルク通り5番に土地を借りた。この場所はその後、急速に増加した信者やゲストの集会所として利用された。カッセル教会管区の新使徒派教会は現在この地域に15の組織があり、あわせて2,000人を超える信者を有している。
福音派自由教会（バプテスト）は、カッセルでは1847年に組織された。現在カッセル市内には3つのバプテスト教会組織があり、あわせて550人の洗礼を受けた信者がいる。これらの組織は、ヘッセン＝ジーガーラント福音派自由教会連合に属している。カッセルにはドイツ・バプテストの出版社、オンケン出版が活動している
カッセルには1910年から自由福音派教会が組織されている。2000年には2つ目の組織が加わった。昔からの組織はクアハウス通りのヴィルヘルムスヘーエにある。新しい組織はベッテンハウゼンのザンダーホイザー通りにある。両組織はドイツの自由福音派組織連盟に属している。
1873年にプロテスタント＝ルター派の聖ミヒャエリス教会組織が創設された。この組織とその他の教会組織は、カッセルの統一された役員会に対する抵抗のために地方教会から離れ、反抗的な教会組織「ヘッセンの改訂なきアウクスブルク信仰告白」と連帯した。現在約300人の信者が属している。この教会は旧ヘッセン教会と称している。
これらの他に、モルモン教、メソジスト、ユニテリアン主義の組織がカッセルにはある。
宗教改革の圧力によりカッセルのカトリック教会組織はすべて解体されたが、1731年に再びローマ・カトリック教会の創設者が現れた。1776年から礼拝が許可された。特に当時のヘッセン＝カッセル方伯フリードリヒ2世自身がローマ・カトリックに改宗した。ローマ・カトリックの比率はその後拡大し続け、独自の教区を形成するに至った。この教区は1821年からフルダ司教区に属した。現在はこの司教区内のカッセル＝ホーフガイスマー首席司祭区に属している。
第二次世界大戦後、主にズデーテン地方から追放された復古カトリック教会信者のために設立された復古カトリック教会組織は、フォルデラー・ヴェステンに組織センターを有している。この教会組織は少数派住民組織として、北部ヘッセン全域やテューリンゲン西部にまで広がっている。
カッセルにはこれに加えて、正教会組織もある。ルーマニア正教会、ロシア正教会、セルビア正教会がそれである。ロシア正教会およびセルビア正教会の礼拝は、復古カトリック教会の建物で行われている。
この他にエホバの証人のグループも多くある。

### イスラム
カッセルには全市域を分割していくつかのイスラム組織がある。マッテンベルクに300人の信者のためのモスクが建設され、2008年に上級市長のベルトラム・ヒルゲンが定礎式に出席した。このプロジェクトはそれ以前から大きな議論となっていた。

### ユダヤ教
カッセルには中世からユダヤ教の組織があった。その組織は、1930年代に国家社会主義者の蛮行によってカッセルのユダヤ人生活が終わるまで、絶えず存在していた。1933年には2301人いた男性ユダヤ教徒は、ナチス独裁の終焉後約 300人となったが、新たな組織を創設した。この組織は1990年代に大きく発展し、2006年には約1300人の信者を擁するまでに拡大した。2000年には旧シナゴーグがあった場所から遠くないケーニヒス通りに新しいシナゴーグが完成した。

## 行政
郡独立市カッセルは、2006年4月1日からSPDとGrüneとの連立で運営されている。
カッセル市の行政構造はヘッセン市町村法に基づいて整備されている。これに基づき、市民により選出された71人からなる市運営議会 (Stadtverordnetenversammlung) が、自治体の最高決定機関として市の方針決定を司っている。
実務組織としてのマギストラート (Magistrat) は市の運営を担っている。30人の名誉職および5人の専任職の委員からなり上級市長を代表者とする。カッセル市は23の市区に分かれており、各市区は区民が選出する区審議会を有している。区審議会は自分たちの中から区長を選出する。
歴史的にカッセル市のトップは市参事会であった。市長は参事会に対する街の代表者であった。市長の数は4人から8人の間で定まらなかった。市長はツンフトやその他の市民から選出された。市長は参事会に議席と投票権を有し、市の財政状況や税政を監視した。ヴェストファーレン王国時代にフランスを手本として市長 (Maire) と市議会 (Munizipalrat) を市のトップとした。ヘッセン選帝侯時代の1834年にヘッセンの市町村法が発効した。その後カッセルは市運営議会とともに共同運営する指導的・実務官吏として上級市長1人と市長1人を有している。

### 市の代表者
カッセル市の上級市長は、2017年7月22日からクリスティアン・ゲーゼレが務めている。
以下に第二次世界大戦後の上級市長を列記する。
- 1945年 - 1954年: ヴィリ・ザイデル (SPD)
- 1954年 - 1963年: ラウリッツ・ラウリッツェン (SPD)
- 1963年 - 1975年: カール・ブランナー (SPD)
- 1975年 - 1991年: ハンス・アイヒェル (SPD)
- 1991年 - 1993年: ヴォルフラム・ブレマイアー (SPD)
- 1993年 - 2005年: ゲオルク・レーヴァンドフスキ (CDU)
- 2005年 - 2017年: ベルトラム・ヒルゲン (SPD)
- 2017年7月22日以降: クリスティアン・ゲゼレ (SPD)

### 市運営議会
市運営議会は市の最高機関であり、カッセルでは市条例に組織される。この政治上の組織は5年ごとに市の有権者による選挙で選出される。選挙は、18歳以上の、基本法で規定されたドイツ国民またはEU加盟国の国民で行われる。いずれの場合も少なくとも3ヶ月以上前に市に届け出なければならない。

### 紋章
図柄: 青地に銀の斜め帯。右上に6枚、左下に7枚の、斜めに配置された銀の三つ葉のクローバー。市の色は青 - 白である。
解説: 市の象徴であるクローバーの葉は14世紀にはすでに使われており、紙の透かし模様として遺っている。斜め帯は、かつては波帯が使われたこともあったが、やはり13世紀から見られるもので、フルダ川沿いの立地を示している。なぜ13枚のクローバーの葉が描かれているかは、歴史的にはっきりとはしておらず、クローバーの葉の意味自体もよく分かっていない。このため、様々な説が存在している。たとえば、ある紋章研究の専門家は銀の帯はフルダ川を意味しており、上の6枚と下の7枚のクローバーの葉は当時フルダ川のそれぞれの側にいた参事会会員の数を表していると主張している。また、以前カッセルの児童が教わった説は、クローバーはフルダ川両岸の漁師の家をシンボル化したというものである。

### 姉妹都市
カッセルは、以下の都市と姉妹都市関係にある。
| - フィレンツェ（イタリア、トスカーナ州）1952年 - ミュルーズ（フランス、オー＝ラン県）1965年 - ヴェステロース（スウェーデン、ヴェストマンランド県）1972年 - ロヴァニエミ（フィンランド、ラッピ州）1972年 | - ヤロスラヴリ（ロシア、ヤロスラヴリ州）1988年 - アルンシュタット（ドイツ、テューリンゲン州）1989年 - ラマト・ガン（イスラエル、テルアビブ地区）1990年 - イズミット（トルコ、コジャエリ県）1999年 |

## 経済と社会資本
かつて宮廷都市だったカッセルは、その後行政・官庁所在地となった。メッセ・カッセルは1763年に開始された。この街は19世紀から機械製造、特に機関車や車輌製造および兵器産業（Henschel、Wegmann、Credé、Gerhard-Fieseler、Junkers、Bombardier）を特徴としており、トランスラピッドのコンポーネントはカッセルで製造された。1935年から数十年間、大規模なレーヨン工場（シュピンファーザーAG）があった。
カッセルの徹底的な工業化は比較的遅く（1890年頃から）、1970年代以降は重要な工業系大企業を失った。それでもカッセルはいくつかの高い売り上げを持つ企業の所在地となっている。たとえば、石油コンツェルンの Wintershall、天然ガス会社 Wingas、カリ鉱石や岩塩製品の K+S などである。フォルクスワーゲンのカッセル工場はバウナタール市にあり、直接カッセル市にあるわけではないが、企業公園内にフォルクワーゲンAGのオリギナール・タイレ・センターがある。
カッセルとその周辺地域は、再生可能エネルギーやエネルギー効率の研究所、団体、企業で知られている。たとえば、ソーラーエネルギー供給技術研究所 (ISET)、バウエン環境研究センター e.V. (ZUB)、効率的エネルギー利用協会 (GRE)や分散エネルギー工学学識ネットワーク (deENet) などである。光起電力分野の大きな企業に SMA ソーラー・テクノロジーがある。
2010年8月現在のこの街の失業率は、10.3 % である。

### 交通

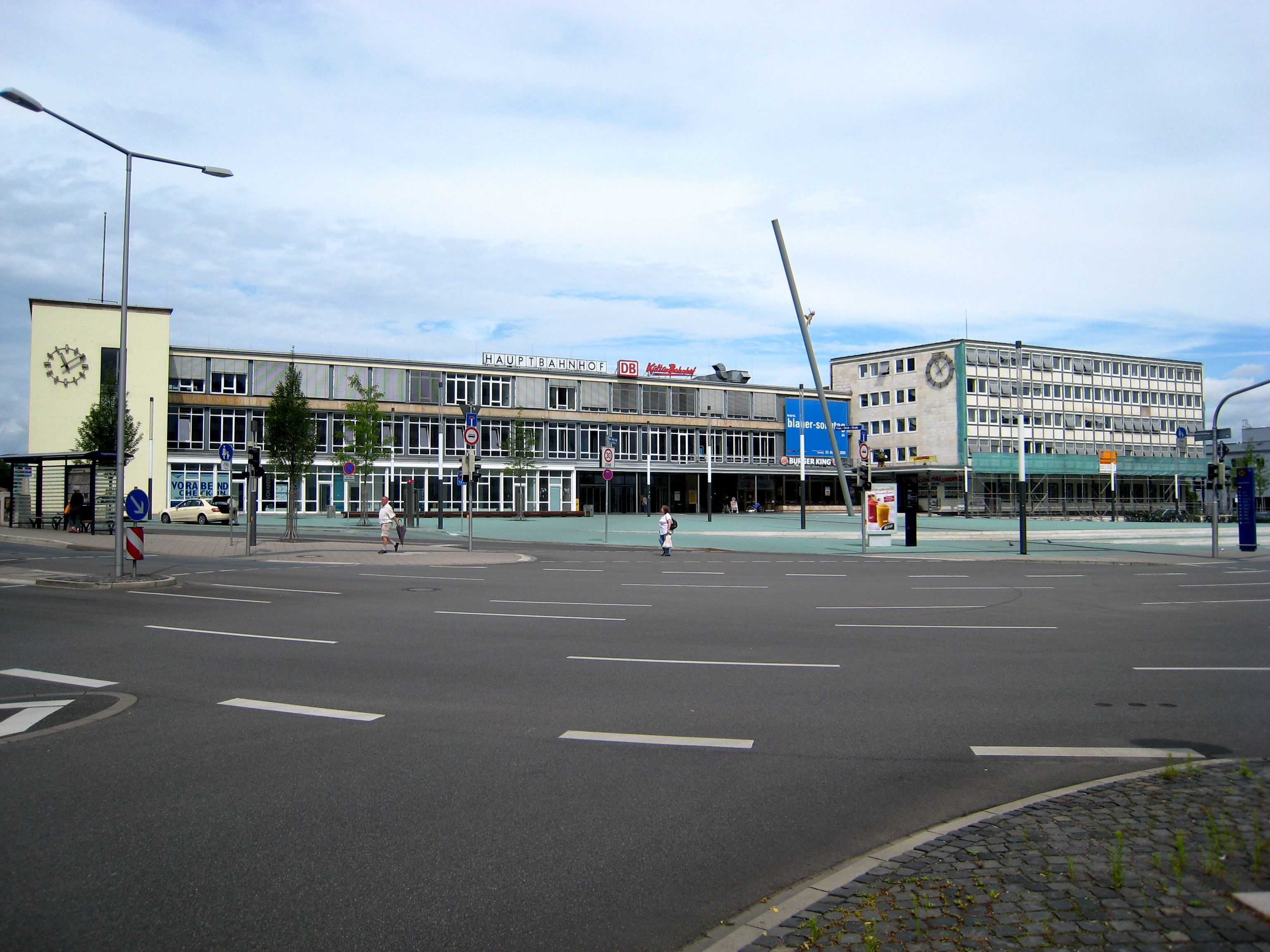
カッセル中央駅

カッセルは、ドイツ中央の、交通の便が良い場所にある。この街は連邦アウトバーン A7、A44、A49号線、および ICE 鉄道網のハノーファー-ヴュルツブルク高速線沿いに位置する。長距離鉄道交通は主にICEが停車するカッセル＝ヴィルヘルムスヘーエ駅が担っている。またカッセル中央駅経由でトラムトレイン型システム（カールスルーエ・モデル）により路面電車網と地域鉄道網が直結している。これにより市の中心部から周辺地域へは乗り換え無しで行くことができる。市内中心部と周辺の市町村とはカッセル路面電車（カッセル市電）とバスによって結ばれている。さらにカルデンには飛行場があり、2012年から新しい施設に置き換わる。

#### 道路
カッセルは連邦アウトバーン A7、A44、A49号線沿いに位置する。市内を連邦道 B3、B7、B83、B251、B520号線が通っている。カッセル中央部からベルクパルク・ヴィルヘルムスヘーエに至るヴィルヘルムスヘーアー・アレーは、その真っ直ぐなルートにより、この街の主軸を歴然となしているが、最も交通量が多い道路というわけではない。ヴィルヘルムスヘーアー・アレーとケーニヒス通りとが接続する箇所の東側は、その大部分が歩行者専用区域となっている。

#### 鉄道

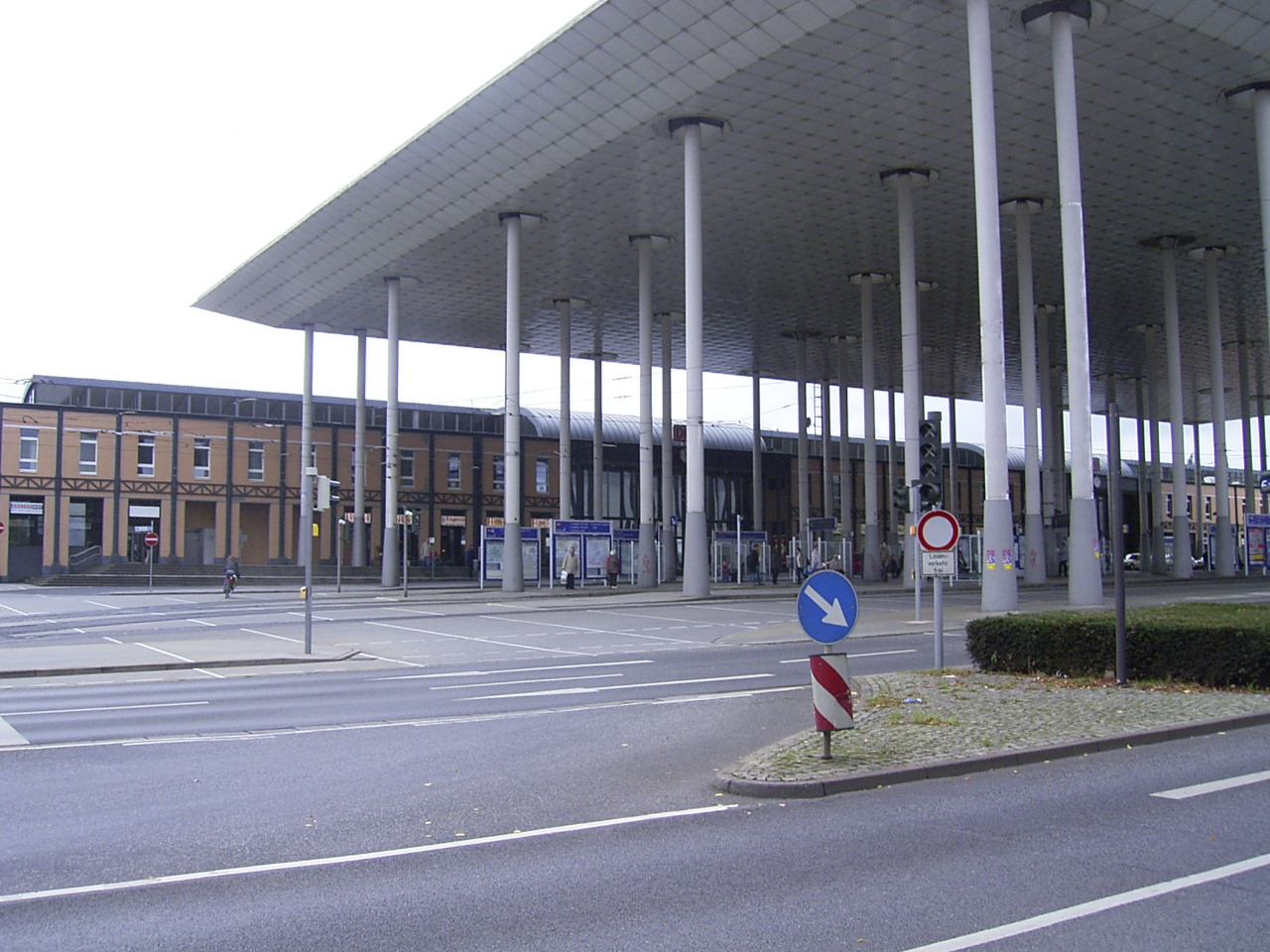
カッセル＝ヴィルヘルムスヘーエ駅

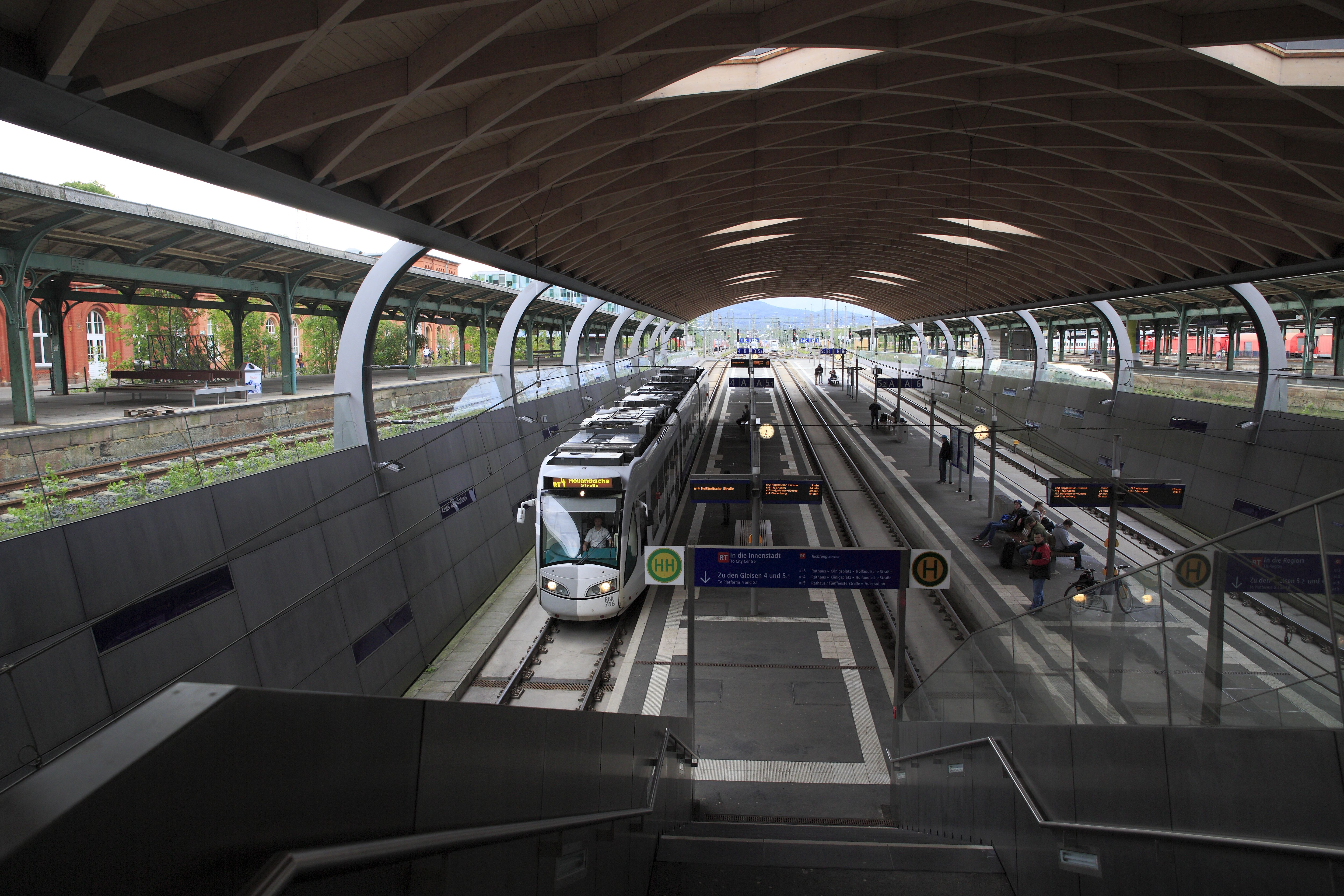
カッセル中央駅のレギオ・トラム用ホーム　地下トンネルへのアプローチのため勾配になっている

第二次大戦後1980年代までのカッセルはインターシティ網など主要な列車網からは外れていた。1991年5月29日に開通したハノーファー - ヴュルツブルク高速線と、それに先だってこれに面するように大改修されたカッセル＝ヴィルヘルムスヘーエ駅によって多くのICE、インターシティが乗り入れるようになった。2011年現在では以下のICE系統がカッセル＝ヴィルヘルムスヘーエ駅に停車する。
- ハンブルク または ブレーメン - ハノーファー - カッセル - フルダ - フランクフルト・アム・マイン - シュトゥットガルト または - バーゼル - チューリッヒ
- ハンブルク または ブレーメン - ハノーファー - カッセル - ヴュルツブルク - ニュルンベルク - ミュンヘン または ウィーン
- ベルリン - ブラウンシュヴァイク - カッセル - フルダ - フランクフルト・アム・マイン - バーゼル または ミュンヘン

これらに加えインターシティも乗り入れている。
カッセル中核部の北西部に主要駅として建設された中央駅は、ICEが停車するカッセル＝ヴィルヘルムスヘーエ駅に表玄関の機能を譲り、現在では主に地域交通が利用している。2007年、ドイツ鉄道のカッセル中央駅駅舎地下にトンネルが建設された。路面電車網と地域鉄道網が直結され、レギオ・トラムにより直通運転がされるようになった。

#### 乗り合いバスと路面電車

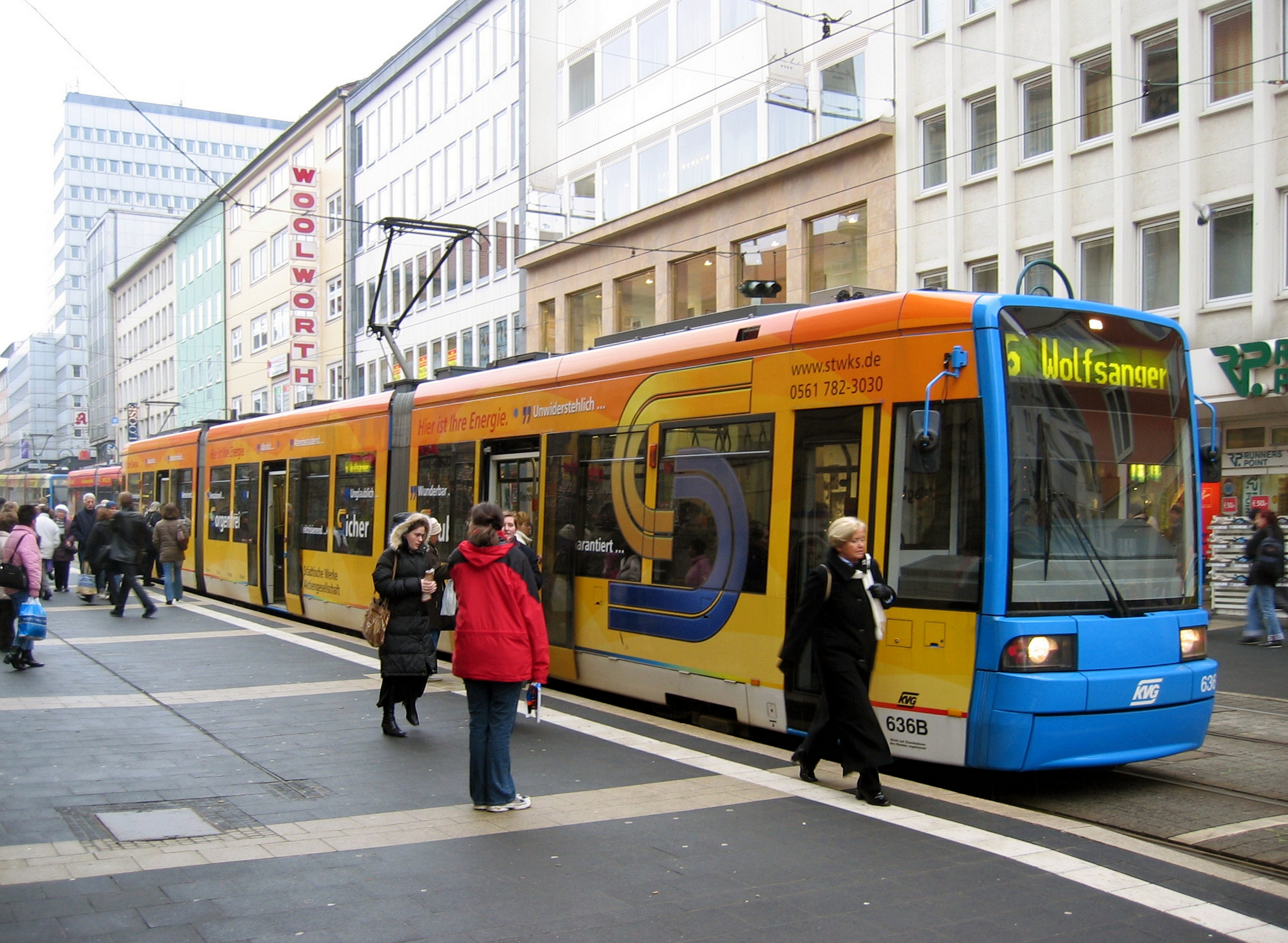
カッセルの路面電車

この街は、大規模で比較的高率の良い路面電車網やバス網を有している。市営のカッセル交通協会によって運営されているこの路線は、一部が周辺市町村、たとえばバウナタールやヘッシシュ・リヒテナウにまで運行している。2006年末に完全営業を開始したレギオトラムによってその機能はさらに強化された。路線距離は 122 km となった。1966年まではヘラクレスまでの鉄道があった。
この街は北ヘッセン交通連盟に加盟している。

#### 空港
2013年4月4日に開港したカッセル空港が市の北西に存在する。1970年に開設された小型飛行機用のカッセル＝カルデン飛行場を移転し、新たに設置された。ヘッセン州内で民間航空便が就航している2つの空港のうちの一つである。
北西約58kmにパーダーボルン空港があるほか、ドイツ最大のフランクフルト空港まで約165kmという立地から就航便数・利用旅客数が伸び悩んでいる。

#### 港
さらにカッセルには港がある。ヴェーザー川の源流であるフルダ川が航路となっており（ただし堰や閘門の制限を受ける）、ハン・ミュンデンまで蒸気船やレジャーボート、スポーツボートが航行できる。フルダ川の貨物輸送は停止されているが、これは既存の堰が近代的な貨物船にとっては小さすぎるためである。

#### 街の中心部

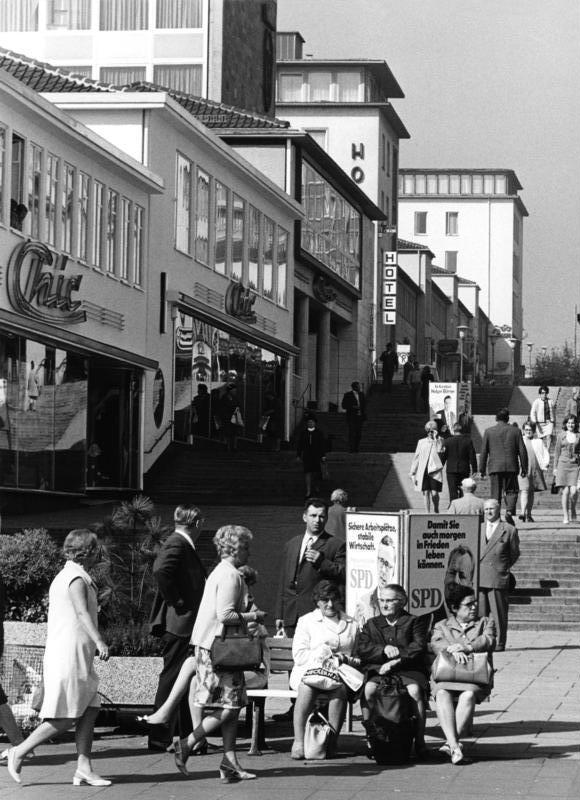
ドイツ初の歩行者専用区域となった階段通りの様子（1969年）

歩行者専用地区のあるカッセル中心部は、完全に新しい都市計画に基づいている。この場所には1943年にひどく破壊された木組み建築の旧市街とバロック＝古典主義の宮廷都市が築かれていた。新しい都市計画は1950年代に作成されたものだが、歴史的な都市景観と決別するというナチス時代の古い「再建計画」をも採り入れている。戦禍を免れた文化史上際立った建物のいくつかが、この計画に基づいて置き換えられるために、戦後に解体された。他のいくつかの建物は地元の「Speer-Wiederaufbaustab」によって戦時中に爆破された。市政の政治的・管理的視点から言えば、これらの破壊された建物の古くからの所有者に対して再建認可を拒否していたことが改造を可能にした。やがてかつての所有者は経済的圧迫にさらされ、市や地元の施工者による土地の買い占めに耐えることができなくなり、大きな区画からなる形態が達成された。一方、プフェルデマルクト方面では、植民地化した東部領土の小都市でナチスが採用していた建築様式が用いられた。当時のヘッセン州文化財保護員会の、古い都市構造を遺し、将来の交通要請をも考慮にいれた「歴史批判に耐えうる再建」計画という対抗再建計画は政治的に採用されなかった。
中心街の新たな建設のモデルとして宣伝されたのが「自動車時代にふさわしい都市」であった。歩行者は地下道を設けることで、自動車が通行する大通りから排除されるというものである。Speer-Wiederaufbaustabでは中央駅からフリードリヒス広場へ向かうパレードのルートとして計画されていた区画に階段の通りを設けることでドイツで初めての歩行者専用区域が造られた。ICE のカッセル＝ヴィルヘルムスヘーエ駅が造られた後、中央駅（現在は事実上レギオナルバーンの駅である）も階段通りも利用者数の点で明らかに重要性を喪失している。

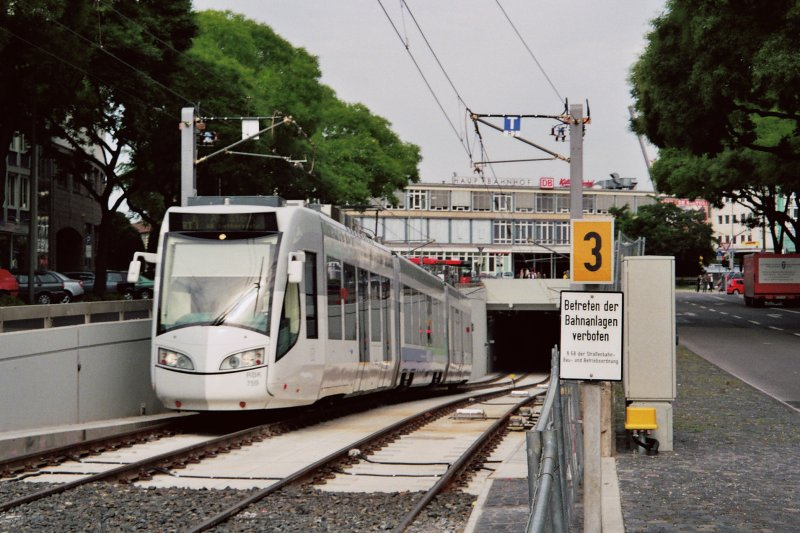
カッセル中央駅地下トンネルから地上へ出るレギオ・トラムの車輌

市の中心部の人口推移も特徴的である。1930年代には約 8万人であったが、同じ場所の現在の人口は約 5千人ほどになっている。
1980年代末以降、"Shopping Malls" のような新しいショッピングギャラリーや全国的なチェーン店によって中心街のビジネス構造が大きく変化した。これにより地元の小売店の衰退が起こった。1950年代の近代的交通計画によって造られたアルトマルクト交差点に、2007年に金融センターが建設されたことにより、1950年代の特徴が色濃い警察本部が取り壊された。
路面電車・近郊鉄道双方に直通するレギオ・トラムの導入に伴い、近郊鉄道を利用してカッセル中心街へ向かう乗客は、乗り換え無しで路面電車区間に乗り入れて目的地へ行くことができるようになった。

### メディア
Hessische Landesanstalt für privaten Rundfunk und neue Medien（民間放送とニューメディアのためのヘッセン州立機関）はカッセルに本社を置いている。
Hessische/Niedersächsische Allgemeine （HNA、ヘッシシェ／ニーダーゼヒジッシェ・アルゲマイネ）はカッセルで刊行されている唯一の日刊紙である。出版元のディルク・イッペン出版グループは、ディーリヒス・グループからHNAを獲得したことにより、以前の所有者がコントロールしていたこの地域の広告市場をも引き継いだ。
週に2回、カッセルの全世帯に情報紙 Extra-Tip が配布される。この情報紙は広告収入のみで運営されている。
消費の豆知識や地域情報、イベント情報が掲載された週刊情報紙 Paperoni は、毎週金曜日に半径約 50 km 圏内の約1200店舗の日用品販売店で無料で配布されている。
(K)Magazin は毎月刊行され、北部ヘッセン地方の文化的なテーマを掲載している。
2004年から IG Metall によって刊行されている Nordhessische Neue Zeitung（ノルトヘッシシェ・ノイエ・ツァイトゥング）は毎月企業や家庭に配布される。
この他、2006年から kassel-zeitung（カッセル＝ツァイトゥング）が非商用の無料オンライン新聞としてメディアに参入した。
いくつかのラジオ放送局がカッセルにスタジオを有している。Hessischer Rundfunk（ヘッセンラジオ放送）はこの街にスタジオ・カッセルを有しており、ラジオプログラム hr4 をカッセルから直接発信している。Hit Radio FFH はHNAの社屋内に北ヘッセン・スタジオを有しており、ラジオ・ボブはフリードリヒ・エーバート通りからヘッセン全域に放送を行っている。RTL Television は、市内に支局を運営している。
ラジオ放送局の Freies Radio Kasse（カッセル自由ラジオ）とテレビ放送局 Medienprojektzentrum Offener Kanal Kassel は非商用の市民放送局である。
1972年から、教会音楽出版社のメルゼブルガー出版がカッセルに本社を置いている。

### 官庁および公共施設
カッセルには、以下の施設、研究所および公法上の機関の本部がある。

#### 連邦レベルの機関
- ドイツ戦争墓地維持国民同盟
- カッセル・キリスト教徒＝ユダヤ教徒共同作業協会
- 農業社会保険前衛隊
- 兵員補充局: 郡独立市カッセルおよびカッセル郡、ヘクスター郡、ヘルスフェルト＝ローテンブルク郡、ヴァルデック＝フランケンベルク郡、シュヴァルム＝エーダー郡を管轄する。

#### 州レベルの機関
- ドイツ年金保険ヘッセン
- 州営企業 HESSEN FORST
- 州営企業 Hessisches Landeslabor Standort Kassel
- 民間放送のためのヘッセン州立機関 （LPR ヘッセン）
- ヘッセン州立消防学校
- ヘッセン州社会福祉事業連合（LWVヘッセン）
- ヘッセン州社会保障・社会福祉局
- 州営企業 Landwirtschaft（農業）
- カッセル第1刑務所、第2刑務所、第3刑務所

#### 司法
- 連邦社会裁判所
- ヘッセン行政裁判所
- ヘッセン税務裁判所
- カッセル社会裁判所
- カッセル労働裁判所
- カッセル行政裁判所

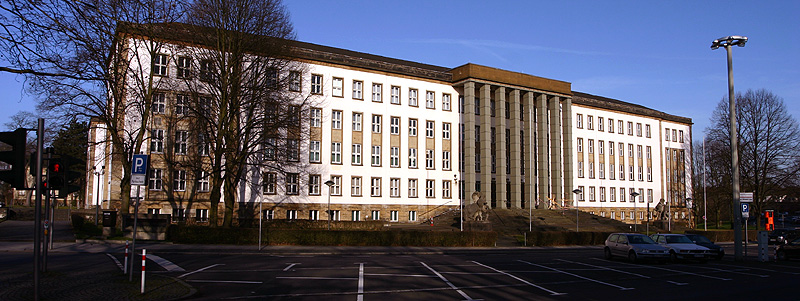
連邦社会裁判所

- フランクフルト・アム・マイン上級州裁判所カッセル民事部
- カッセル地方裁判所
- カッセル区裁判所
- カッセル弁護士連

#### 教会
- クアヘッセン＝ヴァルデック・プロテスタント教会
- Evangelischer Gnadauer Gemeinschaftsverband
- カッセル・カトリック教会（フルダ司教区カッセル＝ホーフガイスマー首席司祭区）
- 新使徒派教会（カッセル教区）

#### 市の施設
カッセル市は、北部ヘッセンで唯一、職業消防隊を有する都市であり、2つの常設の消防監視隊がある。

#### その他
- カッセル手工業者会議所 ― カッセル市、カッセル郡、フルダ郡、シュヴァルム＝エーダー郡、ヘルスフェルト＝ローテンブルク郡、ヴェラ＝マイスナー郡、ヴァルデック＝フランケンベルク郡を管轄とする。
- カッセル商工会議所（IHKカッセル） ― カッセル市、ヘルスフェルト＝ローテンブルク郡、カッセル郡、シュヴァルム＝エーダー郡、ヴァルデック＝フランケンベルク郡、ヴェラ＝マイスナー郡、マールブルク＝ビーデンコプフ郡（ただし、1市町村のみ例外）を管轄とする。
- Offener Kanal Kassel
- カッセル自由ラジオ

### 教育と研究

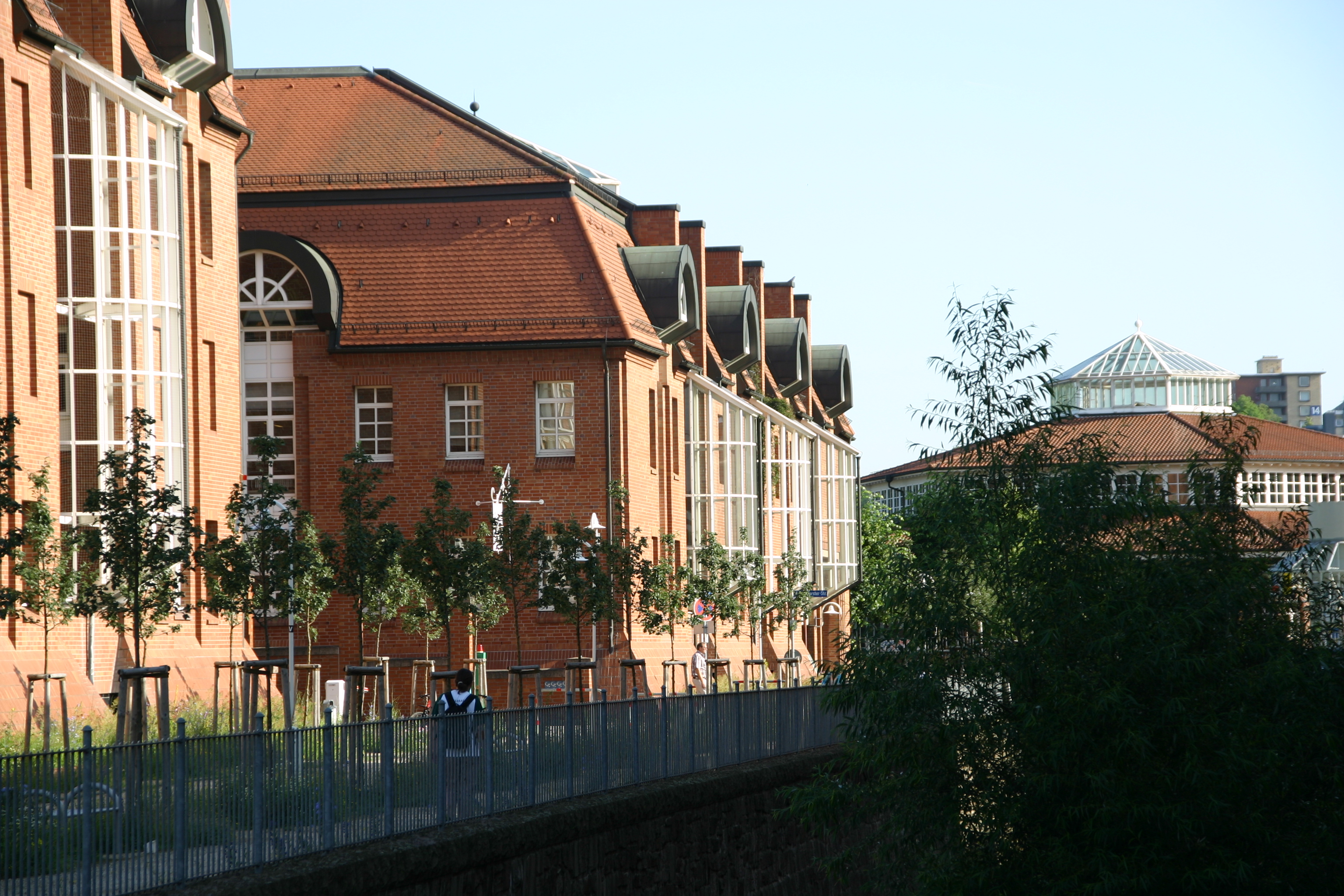
カッセル大学

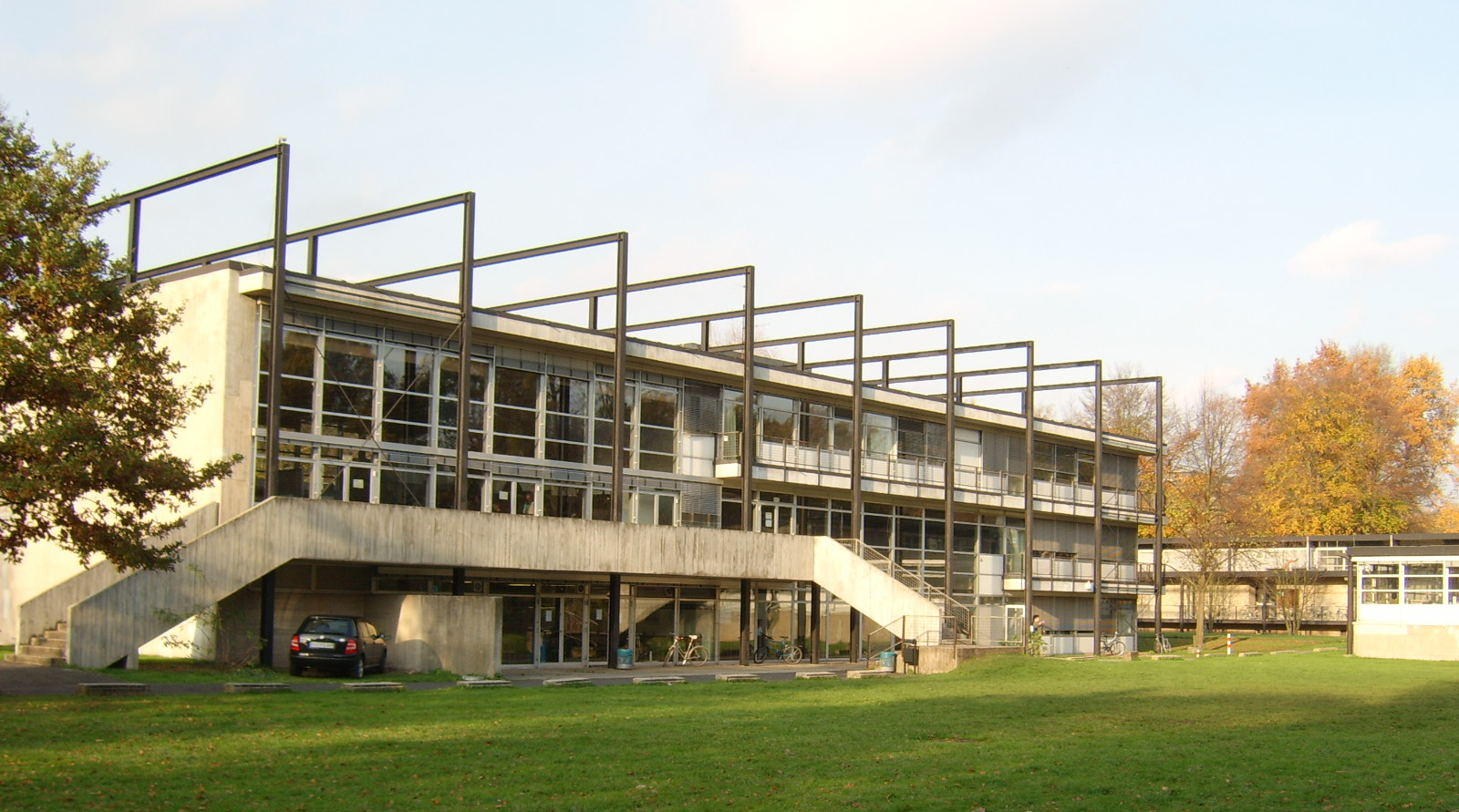
カッセル芸術大学

1633年から1653年までカッセルにあった大学（フィリップ大学マールブルクの分校）は、短命に終わった。19世紀に創設された工業専門学校では、化学者のハインリヒ・ブフ、ルートヴィヒ・モント、フリードリヒ・ヴェーラーやロベルト・ブンゼンらが学び、研究を行った。この工業専門学校がカッセル大学の先駆けとなった。
カッセル大学は、1970年にカッセル統合大学 (GhK) として創設され、1971年/1972年の冬期セミナーで学期を開始した。統合大学とは複数の高等教育機関を大学として統合したものであり、この大学創設の意義は、こうした改革の開始にある。関与する要素やプロセスの煩雑さを克服してのカッセル・モデルの発展は、そのコンセプトの成功を意味している。統合された連続的な大学卒業資格取得プロセスや極めて実践的な方針は、研究および学習におけるカッセルの特異的な教育コンセプトである。さらに、社会科学者、自然科学者、技術工学者を重点にいち早く学際共同研究を開始させ、芸術教育・研究を行い、建設的な学問を根付かせたのである。
2002年にこの統合大学は Universität Kassel（カッセル大学）と改称された。これは改革方針から離れ、古典的な総合大学の組織を受容する方向に転換したことを示している。2006年から、カッセル・モデルは、ボローニャ・プロセス に基づく新しい学習体系に徐々に置き換えられている。この大学では、12 の専門分野で 2 万人以上の学生が学んでいる。この大学内に、1777年に創設されたカッセル芸術大学が、自立した学部として存在している。また、ヴィルヘルムスヘーアー・アレーにある旧工業学校も大学の組織の中に編入されている。
その内部の運営方針や実験的な歴史経緯の他に、この大学は都市の中心部のすぐ近くに立地していることも特徴の一つである。ヘンシェルの衰退と工場閉鎖後、当時のカッセルの伝統的工業用地転換計画グループは、統合大学に有利な決定を行った。それでも、1971年から1972年に講義を始めた AVZ という創設期の建物は、それ以後も大学によって使われ続けている。
ホレンディシャー広場のキャンパスは1974年以降拡張された。その工事は、文化財保護の最初の年（1975年）に行われた工場複合体のホール型構造のほぼ完全な解体とともに始まった。現在、曲がり角が多いものの、境を接する市街地に開放的なキャンパスの建築構造に対してはポストモダン的な解釈がなされている。オーバーツヴェーレンのAVZにある専門分野のための建物を、モーリッツ通りの北に位置するかつての Zelt- und Tuchfabrikation Gottschalk&Co. の土地に、2017年までに集中させることになっている。建築集中化の一環として計画された新しい建物は、その土地にある構造物の広範囲な解体を必要とした。ただ、ゴットシャルク通りから見るとロマンティックな産業文化を演出するかのように見える門と製品ホールだけが遺された。AVZの跡地利用に関するコンセプトは大学も市もまだ作成できていない。ノルト＝ホラント区への建築集中に伴って、モンバッハ通りのシュラハトホーフ文化センターからホレンディシャー広場へ約 2, 3 千人が移動し、交通量の増加が起こる。大学は、サイエンスパークの発足に伴い、2006年に開放したノルトシュタットパークの端に接してパークハウスを建設することを計画している。
やはり大学に属す生態学的農学科は、ヴィッツェンハウゼンに2つの土地とグレーベンシュタインのフランケンハウゼン国有地に研究施設を有している。

### 研究施設
- 風力エネルギーとエネルギーシステム工学に関するフラウエンホーファー研究所 (IWES)
- 建築物理学に関するフラウエンホーファー研究所 (IBP)
- 情報工学＝様式研究センター (ITeG)
- カッセル大学研究情報センター (INCHER)
- ソーラーエネルギー供給技術研究所 (ISET)
- 環境を意識した建築センター (ZUB)
- 平和学研究所 AG

### その他の教育機関と学校
自然保護区デンヒェ内にヘッセン州立消防学校 (HLFS) がある。ここではヘッセン州全土の消防士が養成教育および継続教育を受けている。
フルダ司教区のカトリック成人教育機関はレギオハウス・アドルフ・コルピングに本部を有している。この機関は KEBヘッセンに所属している。
カッセルで最も古いギムナジウムは1779年に創立されたフリードリヒスギムナジウムである。オープン・スクール・ヴァルダウは2006年にドイツ学校賞を受賞した。カッセル全体では、基礎課程学校が27校。総合学校が8校、本課程・実科学校が4校、職業上級学校が7校、ギムナジウムおよびギムナジウム上級学校が7校、定時制学校が2校、養護学校が約10校ある。

## 文化と見所

### 建築
カッセルの中心街には、戦争による破壊と戦後の都市計画によって歴史的建造物はわずかしか遺されていない。
プロテスタントのビュルダー教会は市内で最も古い教会建築である。中心街に遺るこの他の歴史的記念建造物は、レントホーフとロンデル（円形要塞）、終戦直後の特徴的な塔を持つマルティンス教会、オットネウム、マールスタル、武器庫跡、カールス病院、ドルーゼル塔、兵舎教会跡、簡略化され再建されたカールス教会、ツヴェーレン塔（一時は天文台として使われた）を持つフリーデリキアヌム、旧ローテス宮殿のバルコニー、近代的なコンクリート建築とそれを取り巻く旧市街墓地の墓石群を有する旧ルター教会の教会塔などがある。
カッセルのヴェスト区（地元では「フォルデラー・ヴェステン」と呼ばれる）には、印象的なユーゲントシュティール建築がある。その多くは多彩な形のファサードを有する集合住宅となっている。
1950年代の建築様式は数多くの建物に見られる。たとえば、中央駅の本館、旧ホテル・ヘッセンラント、青年の家、階段通り、旧警察本部（2007年に解体）などである。
- ビュルガー教会
- ロンデル
- マルティンス教会
- マールスタル（現在はマルクトハレとして利用されている）
- 武器庫跡
- カールス病院
- ドルーゼル塔
- 兵舎教会跡
- カールス教会
- ツヴェーレン塔（画面右端）とフリーデリキアヌム
- ローテス宮殿のバルコニー
- ルター教会の教会塔
- カッセル＝ヴェスト区の街並み

### 演劇

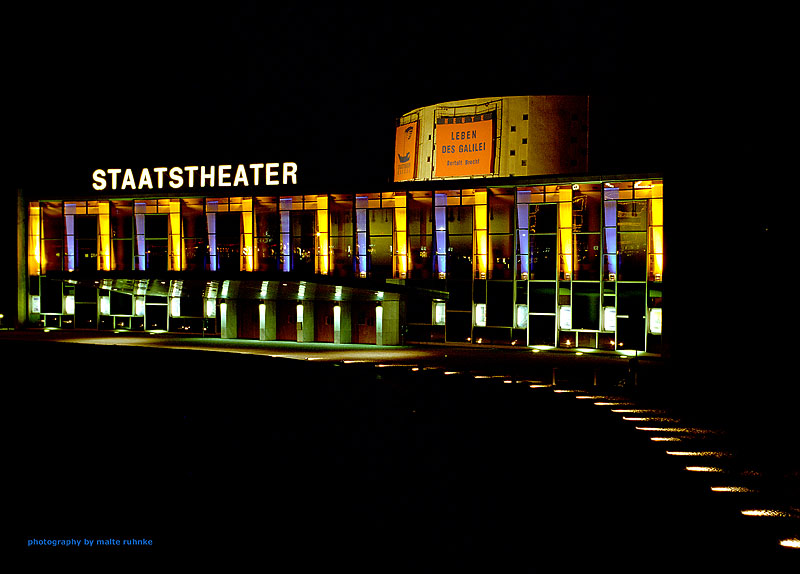
カッセル州立劇場

16世紀にはすでにカッセルの宮廷でイギリス人の劇団が公演を行ったことが証明されている。ヘッセン＝カッセル方伯モーリッツの下、1605年にオットネウムが完成した。これはドイツ初の常設の劇場建築であった。モーリッツは、ドイツ演劇の改革を期待したのだが、それは起こらなかった。重点はその後もイギリス喜劇であり続けた。三十年戦争の始まりに伴い、1621年にカッセルでの演劇活動は機能停止した。ヘッセン＝カッセル方伯カールは市内の城館の球技場を喜劇の劇場に改築し、さらに厩舎も時折、オペラや喜劇の上演に利用された。1769年カッセルで最初の歌劇場が造られた。ヘッセン＝カッセル方伯フリードリヒ2世によって、現在のオペルン広場で君主の宮殿の活発な改築がなされた。1909年にフリードリヒス広場の南東側にモニュメンタルな新しい建物が造られたが、この建物は1959年にパウル・ボーデの新しい建物に置き換えられた。カッセル州立劇場の劇場支配人はトーマス・ボッケルマンである。州立劇場のオーケストラは、ドイツで最も古いオーケストラの1つであり、1502年に宮廷楽団として初めて記録されている。
州立劇場の他、カッセルには小劇場やアマチュア劇団が数多くある。

### 音楽
カッセルには注目すべき民間の、および州立の音楽関連団体がある。カッセル州立管弦楽団（州立劇場のオーケストラ）、ヘーレスムジークコルプス2、ベーレンライター出版社、カッセル大学音楽専攻科、音楽アカデミー、州が後援しているカッセル音楽学校 e.V.、室内音楽協会、クッチャーハウスの音楽センター、ドック4、シュラハトホーフ文化センター、カッセル・ジャズ音楽振興会、ロックビューロ・カッセル、ドラム&ブラス＝バンド・カッセル 1967 g.V.、ムジークブンカー、音楽と文化の振興会 e.V.、カントライ・キルヒディトモルト、カッセル・バッハコール、コレギウム・ヴォカーレ・アン・ザンクト・マリエン・カッセル、カッセル・ユーゲント交響楽団 e.V.、などである。

### 文書館
カッセルには多くの文書館がある。市が運営しているのが、ハリー・クラーマー文書館を含むドクメンタ文書館とカッセル市立文書館である。これらに加え、ドイツの女性解放運動資料館、福利厚生連盟文書館、クアヘッセン＝ヴァルデック・プロテスタント教会の文書館がある。

### 美術館、博物館、ギャラリー
カッセルには重要な博物館／美術館や展示会場が数多くある。現在のカッセルのこうした美術館や博物館の基盤はヘッセン＝カッセル方伯ならびに選帝侯のコレクションである。現在フリードリヒス広場に面したフリーデリキアヌムは1779年に開館した。ヨーロッパ大陸で最初の公共美術館建築である。その特別な役割には、5年ごとに開催されるドクメンタの「100日間の美術館」を開催することがある。

#### ムゼウムラントシャフト・ヘッセン・カッセル
ヘッセン州立の美術館や博物館は、ムゼウムラントシャフト・ヘッセン・カッセル（ヘッセン・カッセル美術館・博物館地方）という共通のモットーを掲げている。

##### ヴィルヘルムスヘーエ城

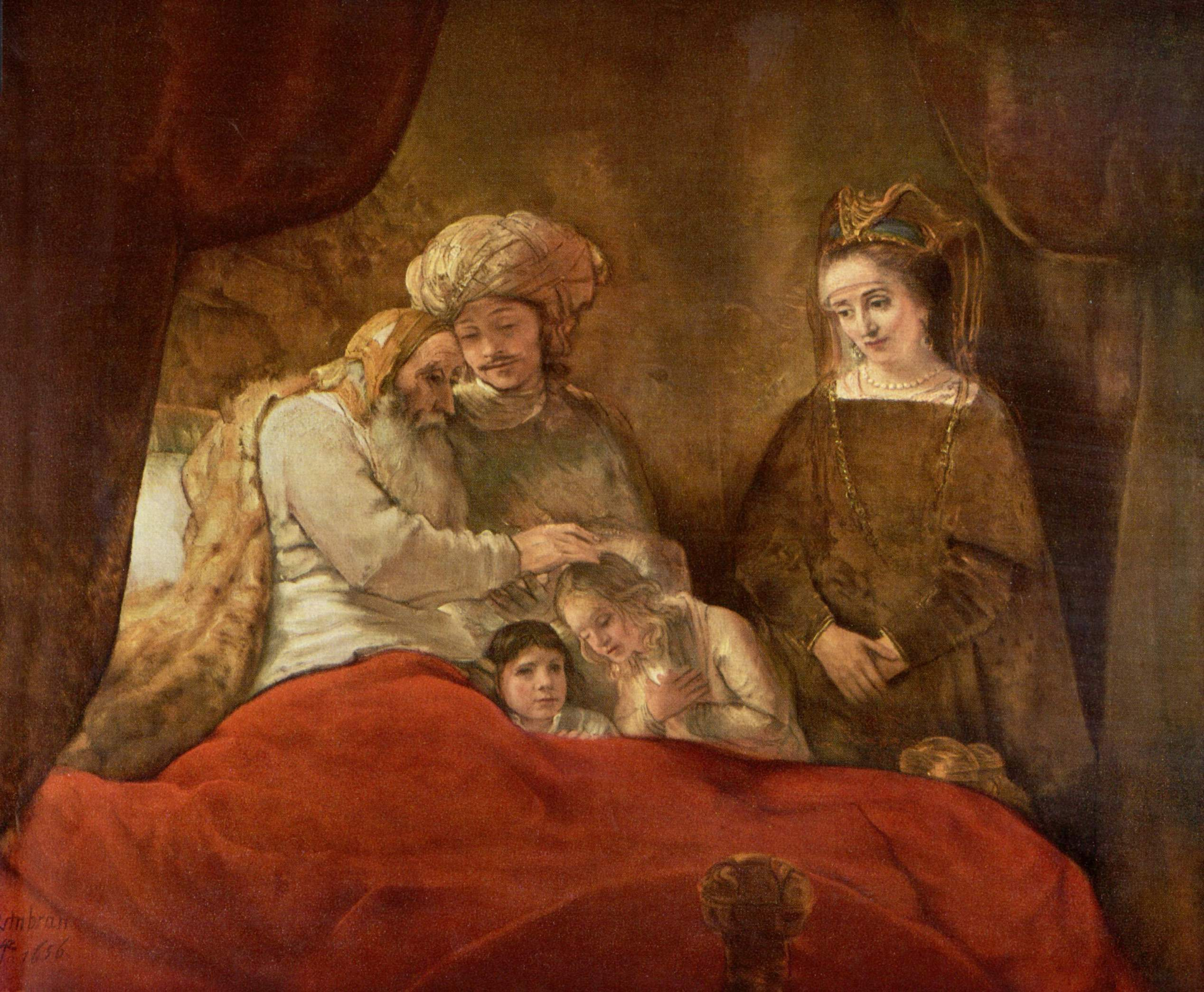
レンブラントの「ヤコブの祝福」

ベルクパルク・ヴィルヘルムスヘーエには、18世紀後期の歴史的建造物であるヴィルヘルムスヘーエ城がある。中央翼は古代コレクションとアルテ・マイスター絵画館（古の巨匠絵画館）に充てられている。この絵画館は主にフランドルやオランダのバロック絵画を所蔵している。たとえば、レンブラント（「ヤコブの祝福」）、フランス・ハルス、ルーベンスなどである。その他に古いドイツ絵画（アルブレヒト・アルトドルファー、アルブレヒト・デューラー）、イタリア絵画、スペイン絵画もある。ヴァイセンシュタイン翼では歴史的に設えられた室内を見ることができる。グラフィック・コレクション、専門図書館、管理部がキルヒ翼（教会翼）にある。

##### ノイエ・ギャラリー
ノイエ・ギャラリー（新ギャラリー）は、市役所とカールスアウエとの間にある。この建物は1871年から1877年に建築家ハインリヒ・フォン・デーン＝ロートフェルザーによって建設され、1877年12月28日に完成した。この美術館には1750年から現代までのヨーロッパ絵画と彫刻が収蔵されている。この美術館は改築工事のために2012年まで閉鎖中である。

##### ヘッセン州立博物館

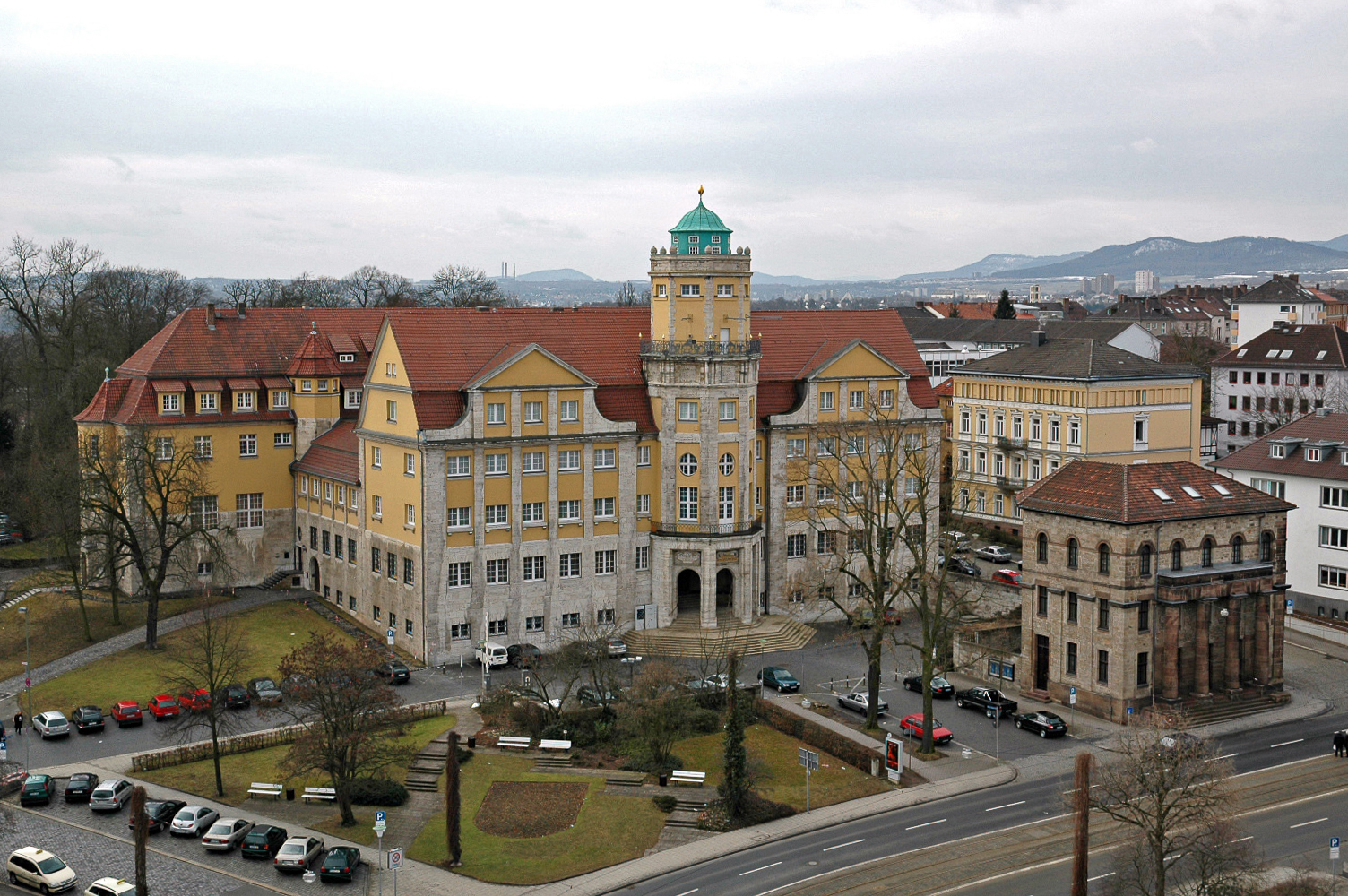
ヘッセン州立博物館

この博物館は、カッセル市役所の近く、ヴィルヘルムスヘーアー・アレーの起点に位置している。この建物はカッセル市1000年記念の1913年8月23日にテオドール・フィッシャーによって完成された。第二次世界大戦で、近隣のカッセル中心街がほぼ完全に破壊されたのに対してこの建物はわずかな損傷だけで切り抜けた。重点は
- 先史時代と古代の歴史
- 工芸品と塑像
- 民俗学
- 壁紙博物館

である。
世界初の壁紙博物館は1923年6月30日に開館した。創設者のグスタフ・イーフェンは壁紙の発展史を記録しようとしただけではなく、危機に直面していた壁紙産業にインパクトを与えることも意図していた。塗装業者が壁の塗装で活況を呈していたのである。この私的なコレクションは1933年にヘッセン州立博物館に収蔵された。この博物館は改修工事のために2013年まで閉鎖されており、隣の楼門内の工芸品コレクションだけが引き続き開館している。

##### 宇宙物理学展示室
宇宙物理学展示室はカールスアウエのオランジュリー内にある。オランジュリー城館の最初の工事は1702年にヘッセン＝カッセル方伯カールの下で開始された。この建物は第二次世界大戦で外壁が破壊された。1970年代に再建された後、19世紀までそうであったように、展示会場として利用され、ドクメンタの会場にも利用されている。1992年にドクメンタ＝ハレが新築されて以後、プラネタリウムを持つ宇宙物理学展示室がオランジュリー内に設けられ、大部分がその常設展示に充てられた。この博物館にはプラネタリウムもあり、カッセル天文学活動サークルがプログラムを作成している。

##### 分館
カッセルの北約 10 km のカルデン近郊に芸術史上全国的に重要なロココ時代のヴィルヘルムスタール城がある。バート・ヴィルドゥンゲンにあるフリードリヒシュタイン城にはムゼウムラントシャフト・ヘッセン・カッセルの武器コレクションがある。

#### 市立博物館

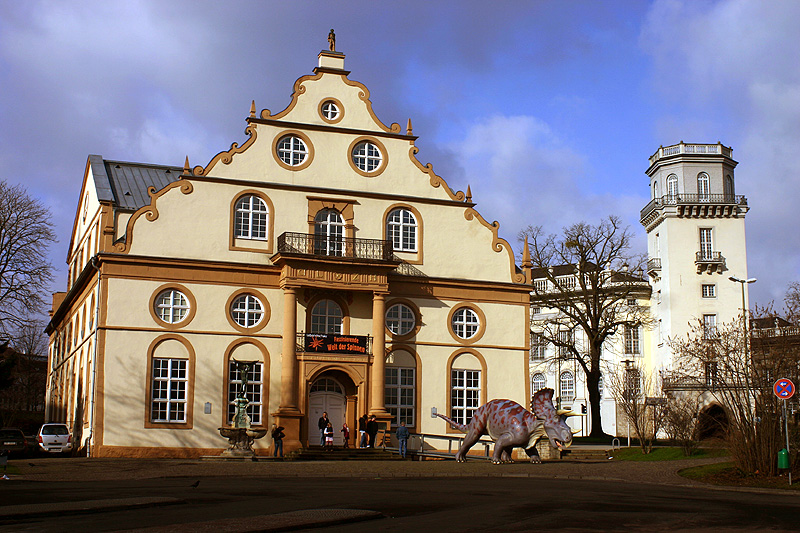
自然学博物館があるオットネウム

##### グリム兄弟博物館
グリム兄弟博物館は、ノイエ・ギャラリーに隣接する場所にあった。1959年にカッセル市とグリム兄弟財団によって設立されたこの博物館はヤーコプ・グリムとヴィルヘルム・グリムの兄弟の生涯、作品、活動に関するコレクション、資料、学術研究を収蔵していた。博物館は、1714年にヘッセン＝カッセル方伯カールのための天文台として Paul du Ry によって建設されたベレヴュー宮内にあった。ドイツ・メルヘン街道のアンカー・ポイントであったベレヴュー宮は2009年以降改修のために閉鎖され、新しい建物のためのグリム・コレクションの新しいコンセプト作りが求められている。

##### オットネウムの自然学博物館
カッセル市の自然学博物館は、フリードリヒス広場に隣接するシュタインヴェクのオットネウム内にある。この博物館は1568年に創設されたヘッセン＝カッセル方伯ヴィルヘルム4世の自然学室に由来する。

##### 市立博物館
市立博物館は1979年に歴史博物館として設立された。ここでは都市模型、グラフ表示、日用品などによってカッセルの発展の歴史を描出している。このため近代が前面に出されている。この博物館は改修工事のために2013年まで閉鎖されている。隣接する歩行者専用区域に小規模な常設展示を行う「展示場」が設けられた。

#### その他の博物館
その他、市内には民営の博物館がある。
- 墓文化の博物館は、埋葬と死者崇拝の常設、入れ替え展示がなされている。
- カッセル文化の駅のカリカチュアはコミック文化のギャラリーとして認識されている。
- 文化の駅南翼のシュポーア博物館は作曲家でヴァイオリニストで指揮者であったルイ・シュポーアの生涯と作品を紹介している。
- アウエフェルトジートルングのブリュックナー＝キューナー詩人の家にはクリスティーナ・ブリュックナーとオットー・ハインリヒ・キューナーが1967年から1996年に亡くなるまで住んでいた。生活空間は変えることなく保存されている。
- カッセル路面鉄道博物館は、小さなスペースにカッセルの近郊交通の歴史に関する展示がなされている。
- ローテンディトモルトの旧ヘンシェル工場跡にはヘンシェル博物館の小さな展示スペースがある。
- ヘンシェル博物館のすぐ隣に地方技術工学史に関する数多くの展示がなされているカッセル技術博物館がある。

- 壁紙博物館に展示されている1780年頃の中国の壁紙
- 宇宙物理学展示室があるオランジュリー
- ヴィルヘルムスタール城
- フリードリヒシュタイン城
- 2009年までグリム博物館が入っていたベレヴュー宮
- 墓文化の博物館

### 図書館
カッセル大学図書館は、カッセル市の Landes- und Murhard図書館と大学本来の図書館との共同図書館である。
市立図書館は市内全域の多くの分館に分かれている。

### 庭園と公園

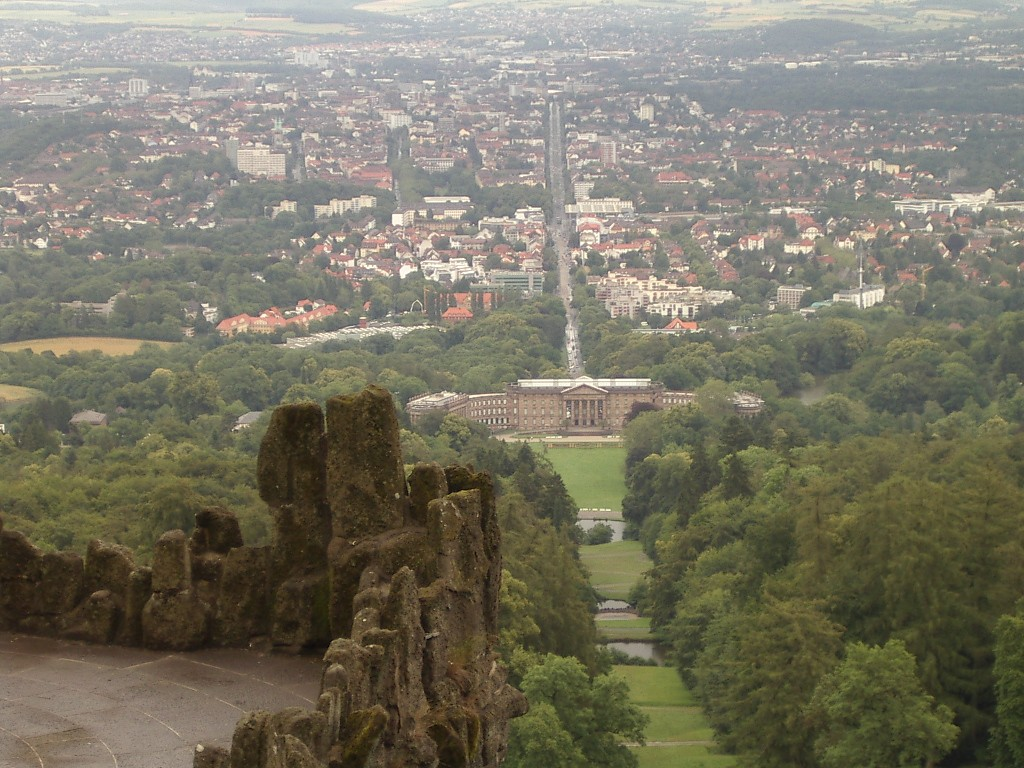
ベルクパルク・ヴィルヘルムスヘーエのヘルクレスから見下ろすカッセル市街地。真っ直ぐ延びる道路がヴィルヘルムスヘーアー・アレー、その手前にある城館がヴィルヘルムスヘーエ城

#### ベルクパルク・ヴィルヘルムスヘーエ
カッセル市内西部のハービヒツヴァルトにあるベルクパルク・ヴィルヘルムスヘーエ（直訳すると「山の公園ヴィルヘルムスヘーエ」）は世界的に知られた、特別に美しい公園施設である。この公園内にはヴィルヘルムスヘーエ城、レーヴェンブルク城、この街の象徴的建造物であるヘルクレスがある。
ベルクパルクは1700年頃、ヘッセン＝カッセル方伯カールの下でバロック庭園として設けられた。18世紀から19世紀に一部がイギリス式の風景庭園に造り替えられた。夏期には週に2回、見応えのあるカッセルの噴水ショーが行われる。
この公園の前のアーヴス（自動車道路）やニュールブルクリングで、1923年から1927年まで、当時のアイドルであるルドルフ・カラツィオラ、カール・イェルンス、アドルフ・ローゼンベルガーらが参加して、カッセル・ベルク賞を巡るベルクパルク自動車レースが開催された。1951年から1954年にオートバイレースがこの伝統を復活させたが、1955年のヘッセン州初の連邦園芸博覧会によってこの活動は終結した。2005年からはオールドカーレースが開催され、この忘れられた時代を再び思い起こさせている。
この公園周縁部はバート・ヴィルヘルムスヘーエ区、キルヒディトモルト区、ハルレスハウゼン区の、一部市外住宅地域にそびえている。森の張り出し部はずっと昔からヘッセン北部の森林地域に住むアライグマが通り道としており、建物を傷つけたり、ゴミをあさったりして、大きな問題となっている。カッセルは国際的に、ヨーロッパのアライグマの首都とも称されている。

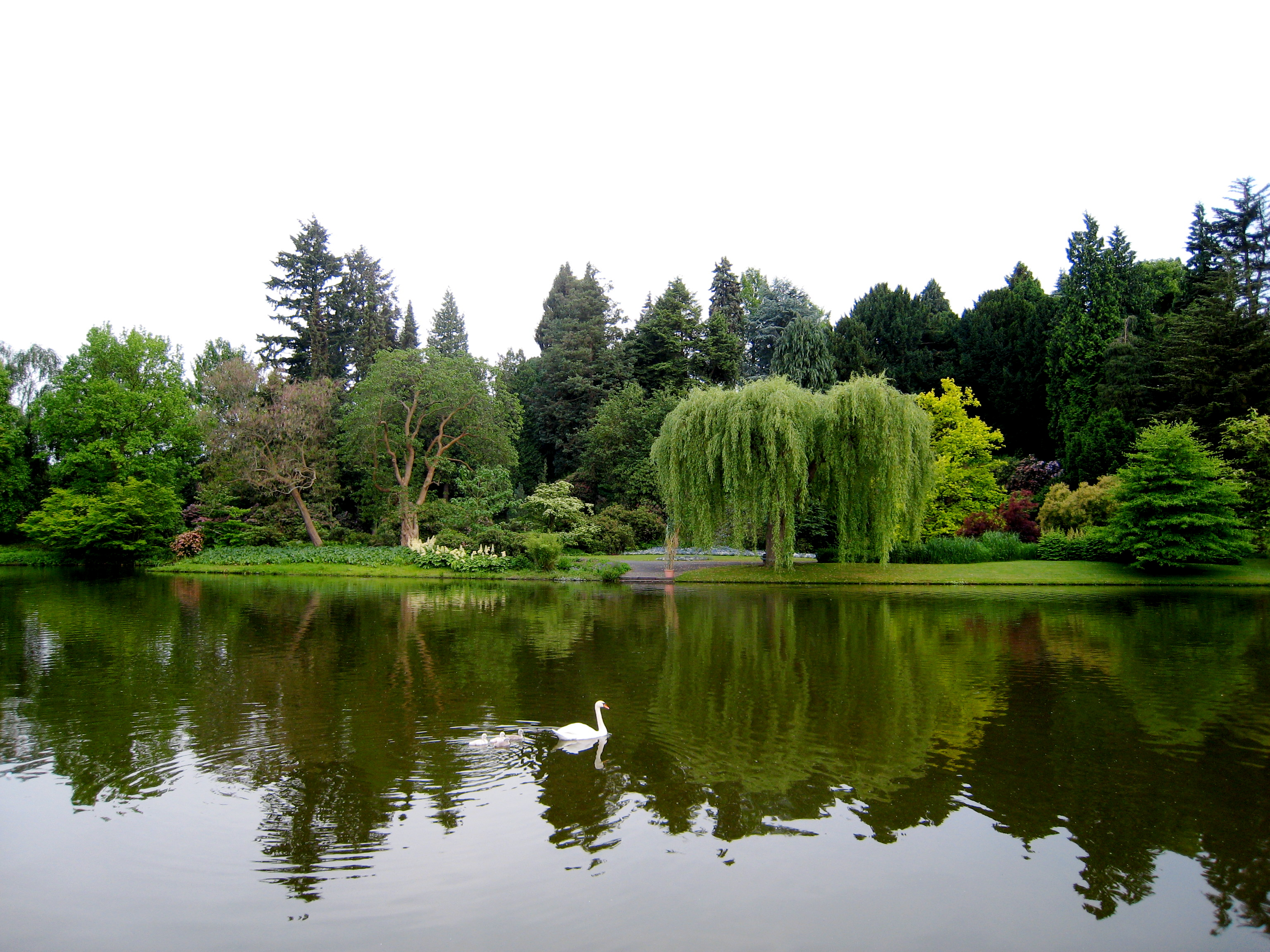
カールスアウエ

- レーヴェンブルク城
- カスケード（人工の階段状の滝）
- 大噴水、山上の建物の上に立つのがヘラクレス
- 公園内の温室

#### カールスアウエとフルダアウエ
カッセルのフルダ川沿いの低地にカールスアウエとフルダアウエがある。隣接するこれら2つの公園は、両者は併せて中心街最大の公園施設の一つを形成している。広大な公園風の近郊保養施設としてドイツ最大のものの一つであり、1955年（カールスアウエ）と1981年（カールスアウエとフルダアウエ）に連邦園芸博覧会が開催された。
カールスアウエはジュートシュタット区内にあり、フルダ川西岸に面した元々はバロック様式の都市型公園施設で、カッセルの中心街、すなわちフリードリヒス広場にまで達する。かつてフルダ川の中州の平地であった一番外郭部の印象深い公園施設には、池、湖、堀といった人工の水辺が含まれており、施設のバロック式の基本コンセプトは現在も見ることができる。人々は舗装された小径を通って施設内を周遊できる。また、歩行者専用橋を通ってフルダアウエへ行くことができる。フルダアウエには天文学と技術史の博物館が入ったオランジュリーと大理石の水槽がある。ブルーメンインゼル・ジーベンベルゲンは夏には花の美しさで覆われる。
連邦園芸博覧会（ブンデスガルテンシャウ）にちなんで一般にブーガと呼ばれるフルダアウエは、カールスアウエのフルダ川対岸に位置する。この公園は1981年の連邦園芸博覧会のために古い砂利の採取場跡に造営された。近代的に造られたこの公園施設は大きな人工湖を備え、北部は自然保護地域となっている。自然保護地域内では多くの鳥類が抱卵しているが、一方南西部の大部分では、水浴、グリル、あるいはスポーツを楽しむために人々が集まっている。
ブーガはヴァルダウ区に位置する市が運営する公園である。一方、州立公園であるカールスアウエはヘッセン州が運営している。

### 習俗と名物料理
多くのカッセル市民が考える名物料理は挽肉料理のヴェックヴェルク、アーレ・ヴルスト（高地ドイツ語で「古いソーセージ」）と伝統的なシュペッククーヒェン（サワードウベースのライ麦パン）である。ヘッセン全土で愛されている付け合わせの一つがグリーネ・ゾーセ（高地ドイツ語で「緑のソース」）である。カッセラーという料理はカッセルの名物料理ではなく、ベルリンの肉屋 Cassel にちなんで名付けられたものである。
この街の住民は、カッセレー、カッセラナー、カッセレナーに分けられる。カッセラナーがカッセル生まれであるのに対して、カッセラーは移住者を指す。カッセレナーはカッセル生まれで両親がカッセラナーの者である。
毎年夏に行われる祭り、ツィッセルは、この地域では有名である。聖ニコラウスの日に行われる習慣がグローヴェスアーベントである。

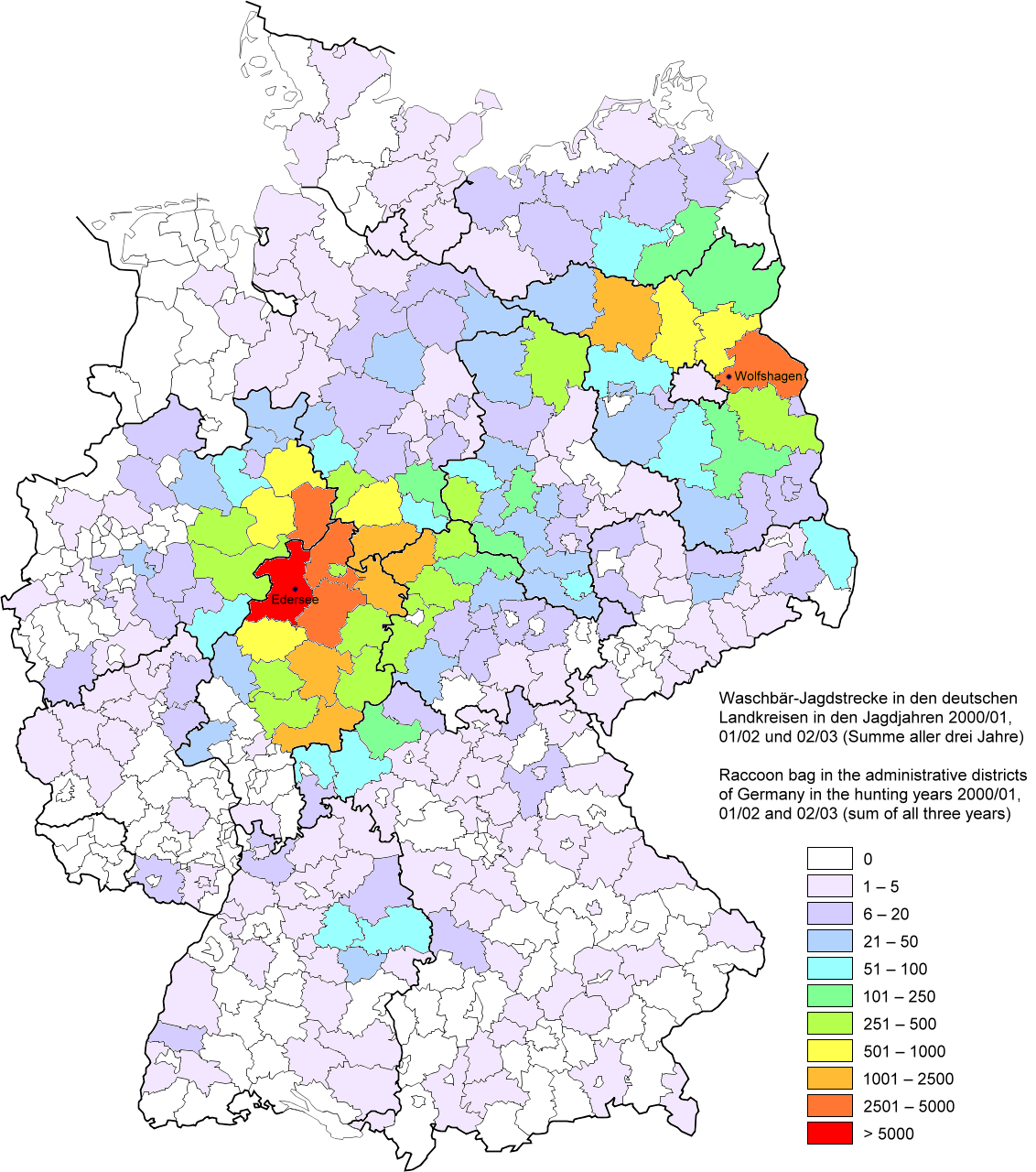
ドイツのアライグマ棲息密度

### 「アライグマのヨーロッパの首都」
カッセルの動物相の特殊性はアライグマの棲息密度が高いことである。アライグマは1937年にエーダー湖畔で放され、1960年頃から街の周辺の森や、その後は市街地にも棲み着くようになった。初めは外来種として扱われていたが、やがて特にヘッセン北部では土着の動物種となった。カッセルにおけるアライグマの棲息密度は、本来の生息地である北米の大都市を凌ぐ高さである。森に近い市区では、夕暮れ時になるとアライグマの完全な群をしばしば見ることができる。学術調査は、市内の棲息密度は 60 から 140 匹/km2、カッセルには約 1 万匹のアライグマがいることを明らかにした。これのためカッセルはヨーロッパで最多のアライグマが棲む都会である。かつて行われたが、成果のなかったアライグマの捕獲は長らく行われていない。

### イベント

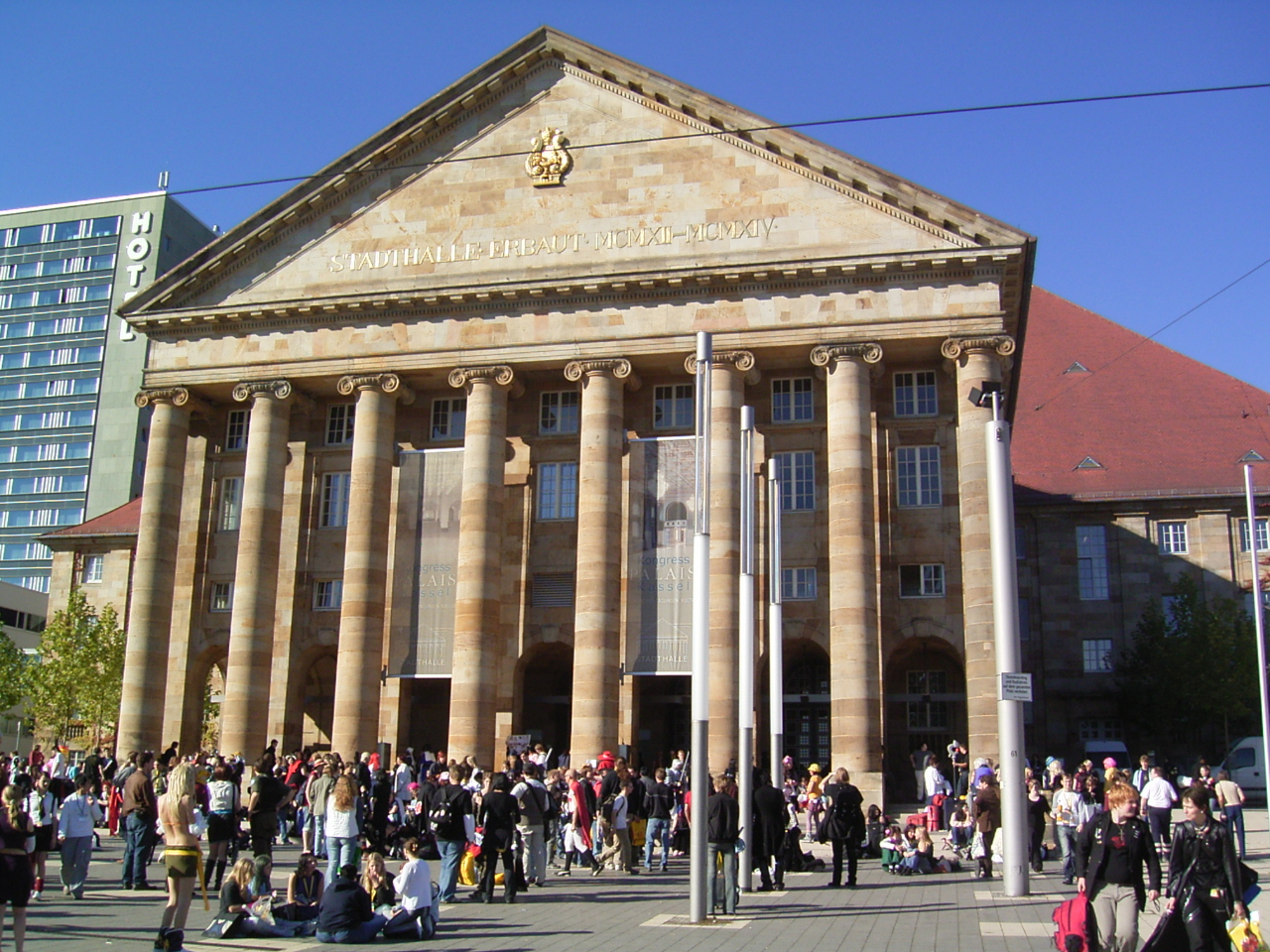
Connichi開催中のカッセル・シュタットハレ

- 5年ごとの夏開催されるドクメンタは、現代芸術の国際展示会である。
- 3月 / 4月: 新しいメッセ広場での春の見本市
- 4月 / 5月: アースデイ、環境をテーマにしたブースが芸術プログラムが設けられたストリート・フェスタ
- 5月 / 6月: 中心街のシュタットフェスト（市の祭、1979年6月29日から7月6日に初めて開催された）
- 6月: アスキナ＝フェスト、アウエシュターディオンで開催される陸上競技会
- 6月 / 7月: ヴィルヘルムスヘーエ・オープン、ヘッセン州最大の国際テニストーナメント
- 6月 / 7月 / 8月: ドラートブリュッケで開催される国際的なコンサート・シリーズ「クルトゥールツェルト」
- 7月 / 8月: クリストファー・ストリート・デイ、LGBT解放のデモ行進、パレード、ストリートフェスタが行われる
- 7月 / 8月: ツィッセル、アウエダム周辺で開催されるカッセルの民衆祭
- 8月: ヴェールハイダー・キルメス（ヴェールハイトの教会開基祭）
- 9月（多くは第1土曜日）: 美術館の夜（1999年9月11 - 12日に初めて開催された）
- 9月: Connichi、アニメと漫画のコンヴェンション（*2023年以降はヴィースバーデンに移転）
- 9月: 州立劇場での国際演劇祭
- 9月: ベルクバルク・ヴィルヘルムスヘーエで開催されるヴィルヘルムスヘーエの山と光の祭典
- 10月: カッセル音楽の日
- 10月: カッセラー・フライハイト
- 11月: カッセルのドキュメンタリー映画・ビデオ祭
- 11月 / 12月: 市街地で行われる2つのクリスマスマーケット

### スポーツ

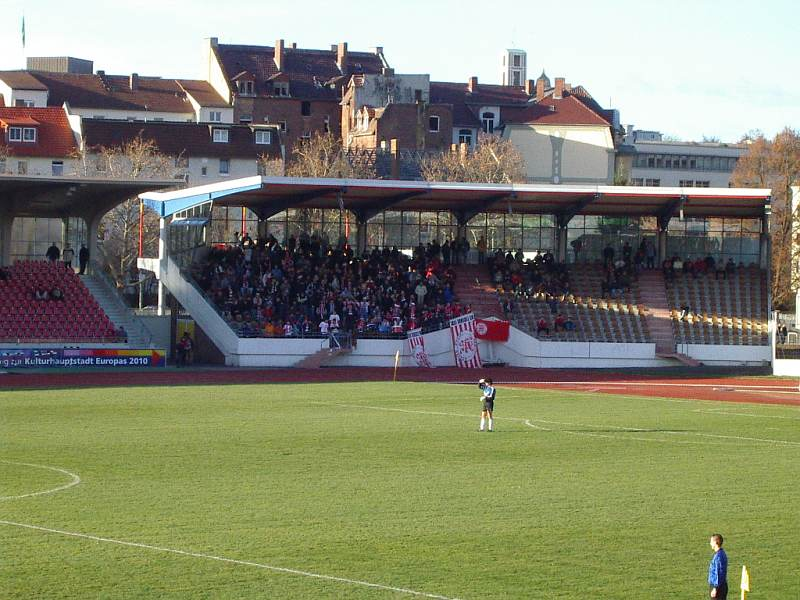
アウエシュターディオン

#### サッカー
KSVヘッセン・カッセル、特にそのサッカー部門は市民に人気で、長く波乱に満ちた経緯を持つ。
1945年に設立されたこのクラブは、1980年代の初めから、1987/88年シーズンと1988/89年シーズンを除きブンデスリーガ2部でプレイしていた。1997年に財政難のためクライスリーガにまで降格させられた。このクラブは1998年に再結成され、4回連続で昇格し、オーバーリーガの所属となった。2005/06年シーズンにも昇格を果たし、レギオナルリーガでプレイしている。

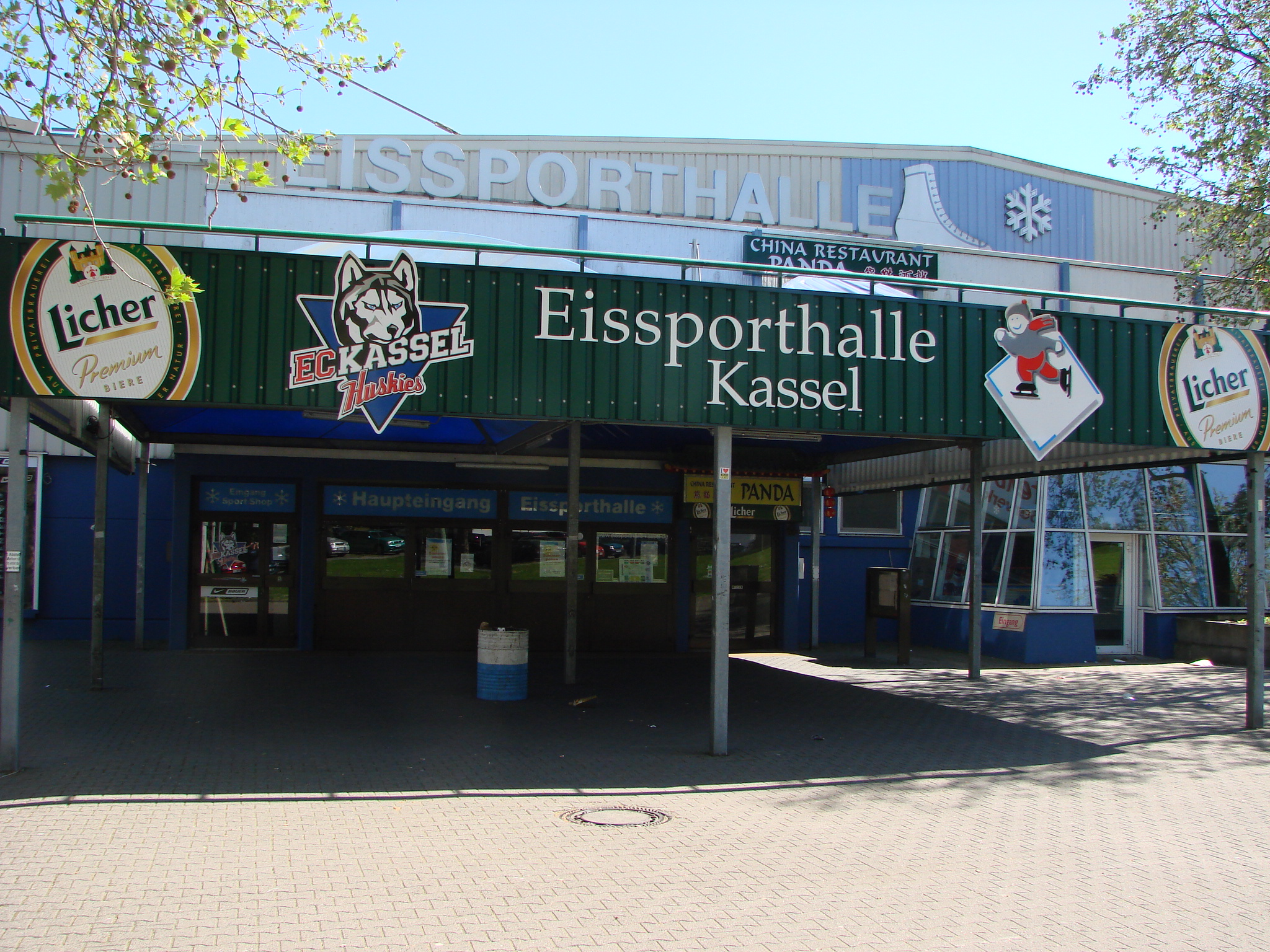
アイススポルトハレ・カッセル

#### アイスホッケー
カッセル・ハスキーズは1994年のドイツ・アイスホッケー・リーグ (DEL) 発足時の参加チームで、2006/07年シーズンと2007/08年シーズンを除き、このドイツ最高クラスのリーグでプレイしていた。ハスキーズは1997年に最高位であるドイツ準優勝を勝ち取った。このチームは Stéphane Richer 監督の下で、2008年4月25日に2シーズンの不在の後再び DEL に復帰した。しかし、2009/10年シーズン終了後、その運営会社は破産を申告しなければならなかった。その結果、DEL も ESBG (Eishockeyspielbetriebsgesellschaft) も試合の開催許可を与えず、ハスキーズ GmbH が起こした裁判も不成功に終わった。
このチームのホームゲームは、アイススポルトハレ・カッセルで開催されていた。

#### ハンドボール
ハンドボールは、伝統的に北部ヘッセンで、特にカッセルでは非常に愛好されているスポーツである。長年にわたって成功を収め、現在はレギオナルリーガでプレイしている SVHカッセル（ハルレスハウゼン）がある他、ブンデスリーガでプレイするMTメルズンゲンもカッセルのローテンバッハ・ハレでホームゲームを開催している。

#### 陸上競技
カッセルには数多くの陸上競技クラブがある。その重点は特に中・長距離走である。これは主にかつてのマラソン・ドイツ代表トレーナーのヴィンフリート・アウフェンアンガーの活動によるものである。
定期的に開催される重要な陸上競技大会が、6月にアウエシュターディオンでの国際アスキナ陸上競技祭、国際的なランナーが参加する5月のカッセル・シティーマラソン、およびヘラクレスまでのカッセル丘陵レースである。
2011年にはアウエシュターディオンでドイツ陸上選手権大会が開催される。

#### ウォータースポーツ
ウォータースポーツの選手やクラブは、フルダ川に近く、「ブーガ」の敷地に繋がっている立地から、カッセルで活動を行っている。特に漕艇は最も人気のあるウォータースポーツの一つである。多くの学校がフルダ川河畔にボートハウスを有しており、それぞれに合った活動を行っている。
シングルスカルの世界チャンピオン、マルセル・ハッカーは、一時期カッセルで練習を行っていた。
さらにモーターヨットクラブ (MYC) やホッホゼーゼーゲルフェライン・カッセル (HVK) といったクラブがある。この他、市の北に港がある。ドイツ水難救助隊（StVカッセル）はやはり、フルダアウエ内に本部を構えている。

#### 卓球
WSVヤーン・カッセルは、卓球競技で長年にわたって北部ヘッセンをリードするクラブの1つであった。男子チームは1954年からオーバーリーガ（当時ドイツで最高のリーグであった）で、1988年からはブンデスリーガ2部でプレイしたが、2005年にレギオナルリーガに降格した。2007年には卓球部門が分離され、SVHカッセルと統合された。その男子チームはやはりレギオナルリーガでプレイしている。

#### テニス
この他にカッセルで人気のスポーツがテニスである。この地域最大で北部ヘッセンで唯一の世界ランキング・トーナメントである「ヴィルヘルムスヘーアー・オープン」で知られている。

#### その他のスポーツ
- TSV 1891 オーバーツヴェーレンのアメリカンフットボールチーム、カッセル・タイタンスは2009年にランデスリーガ・ヘッセンのチャンピオンとなった。
- ヘラクレス・ベースボール・クラブ（ヘラクレス・カッセルとも呼ばれる）は市内唯一の野球クラブで、連盟リーグでプレイしている。
- ボウリング・スポーツフェライン・カッセル (BSV) には、ヘッセン・ランデスリーガやブンデスリーガの多くの試合に出場している。
- カッセル最大の格闘技クラブが、ロート＝ヴァイス・カッセルである。この他の格闘競技クラブには、柔道、柔術、空手あるいは太極拳といった部門を持つPSVグリューン＝ヴァイスや、特にジュニア選手が優れているベッテンハウゼンの空手チーム・カッセルがある。
- ホッケー・クラブ・カッセルには、ホッケーの他にラクロス部門があり、女子チームも男子チームもドイツラクロス協会のドイツ・ラクロス・ブンデスリーガでプレイしている。
- ヴィルヘルムスヘーエのゴルフ場では、ゴルフ・クラブ・カッセルが活動している。
- SVノルトハウゼンのラートバル（サイクルボール）部門は、ラートバル・ブンデスリーガでプレイしている。
- ロート＝ヴァイス＝クラブ・カッセルのスタンダードフォーメーション（社交ダンス）はブンデスリーガ1部に所属する。

## 人物

### 出身者

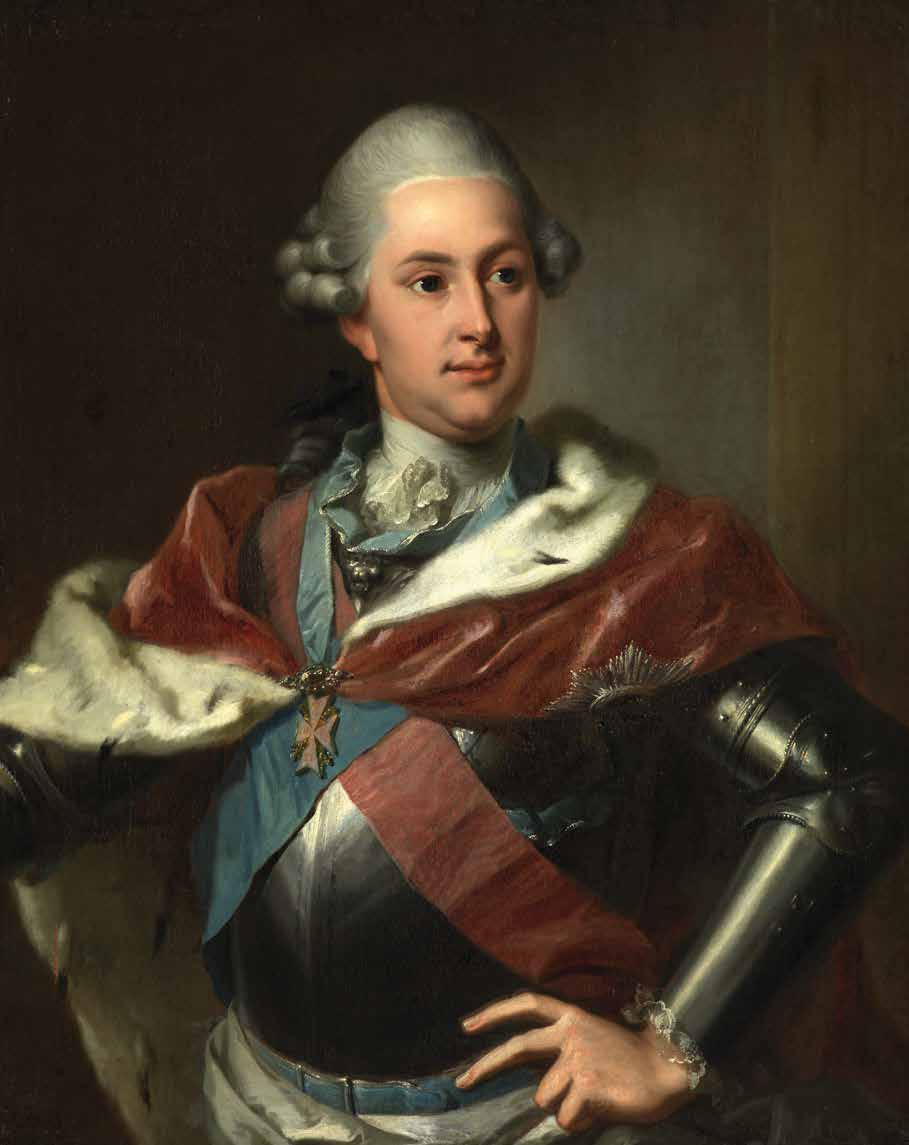
初代ヘッセン選帝侯ヴィルヘルム1世

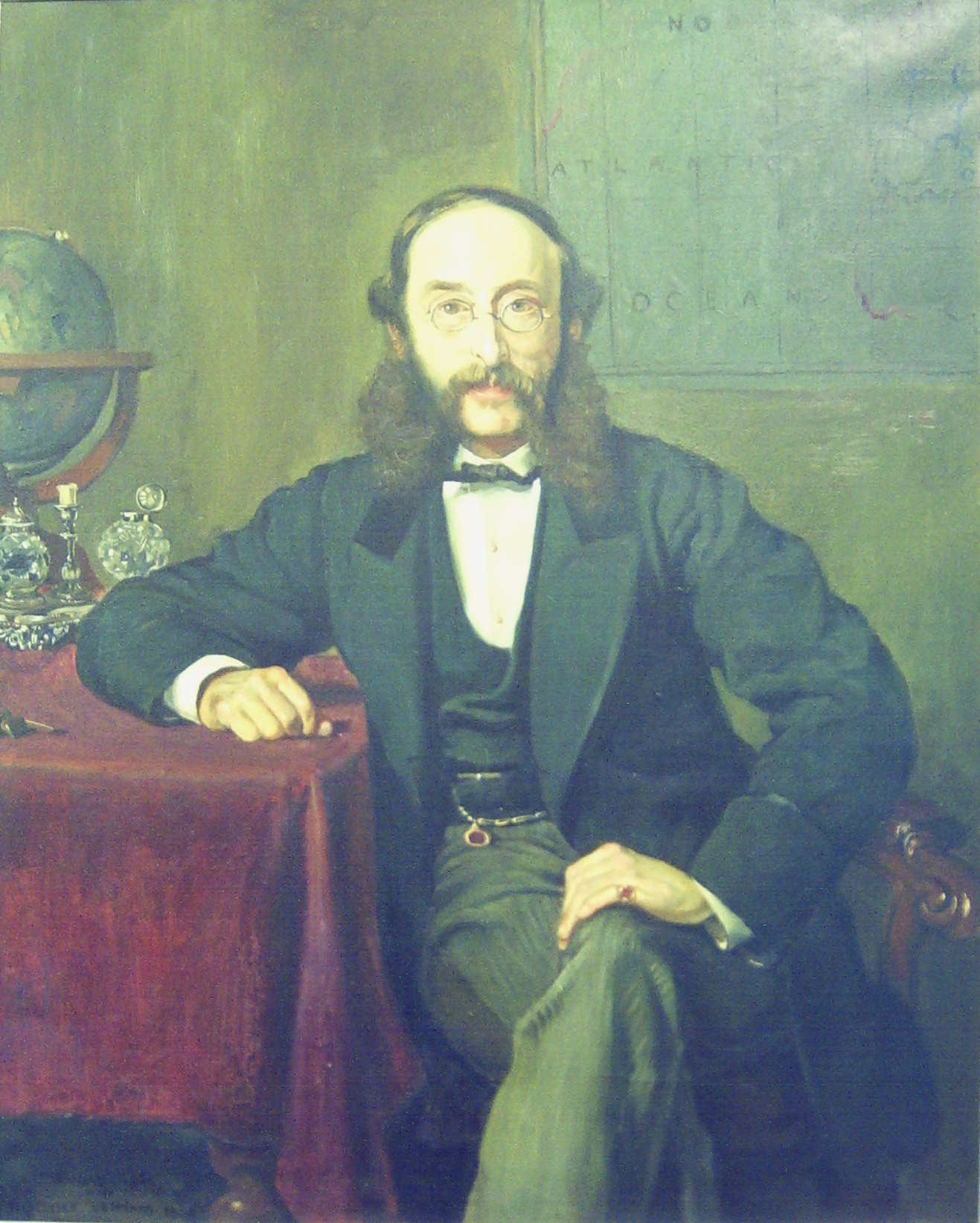
ポール・ジュリアス・ロイター

- ヴァレリウス・コルドゥス（1515年 - 1547年）植物学者、医師、薬学者、自然学者
- ヴィルヘルム4世（1532年 - 1592年）ヘッセン＝カッセル方伯
- ルートヴィヒ4世（1537年 - 1604年）ヘッセン＝マールブルク方伯
- エリーザベト・フォン・ヘッセン（1539年 - 1582年）ヘッセン方伯フィリップ1世の娘、プファルツ選帝侯ルートヴィヒ6世の妃
- クリスティーネ・フォン・ヘッセン（1543年 - 1604年）ヘッセン方伯フィリップ1世の娘、シュレースヴィヒ＝ホルシュタイン＝ゴットルプ公アドルフの妃
- ゲオルク1世（1547年 - 1596年）ヘッセン＝ダルムシュタット方伯
- モーリッツ（1572年 - 1632年）ヘッセン＝カッセル方伯
- ヴィルヘルム5世（1602年 - 1637年）ヘッセン＝カッセル方伯
- フリードリヒ（1617年 - 1655年）ヘッセン＝エシュヴェーゲ方伯
- エルンスト1世（1623年 - 1693年）ヘッセン＝ラインフェルス＝ローテンブルク方伯
- シャルロッテ・フォン・ヘッセン＝カッセル（1627年 - 1686年）プファルツ選帝侯カール1世ルートヴィヒの妃
- ヴィルヘルム6世（1629年 - 1663年）ヘッセン＝カッセル方伯
- ヴィルヘルム1世（1648年 - 1725年）ヘッセン＝ローテンブルク方伯
- シャルロッテ・アマーリエ・フォン・ヘッセン＝カッセル（1650年 - 1714年）ヘッセン＝カッセル方伯ヴィルヘルム6世の娘、デンマークとノルウェーの王クリスチャン5世の王妃
- ヴィルヘルム7世（1651年 - 1670年）ヘッセン＝カッセル方伯
- フィリップ（1655年 - 1721年）ヘッセン＝フィリップスタール方伯
- エリーザベト・ヘンリエッテ・フォン・ヘッセン＝カッセル（1661年 - 1683年）ヘッセン＝カッセル方伯ヴィルヘルム6世の娘、ブランデンブルク選帝侯の侯位継承者であった後のプロイセン王フリードリヒの妻
- フレドリク1世（1676年 - 1751年）ヘッセン＝カッセル方伯で、スウェーデン王を兼ねた
- ヴィルヘルム8世（1682年 - 1760年）ヘッセン＝カッセル方伯
- マリア・ルイーゼ・ファン・ヘッセン＝カッセル（1688年 - 1765年）オラニエ公ヨハン・ウィレム・フリーゾの妃
- フリードリヒ2世（1720年 - 1785年）ヘッセン＝カッセル方伯
- ヴィルヘルミーネ・フォン・ヘッセン＝カッセル（1726年 - 1808年）プロイセン王子ハインリヒ・フォン・プロイセンの妻
- ヴィルヘルム1世（1743年 - 1821年）ヘッセン選帝侯
- ヨハン・フォン・エーヴァルト（1744年 - 1813年）将校、軍事専門家
- カール・フォン・ヘッセン＝カッセル（1744年 - 1836年）ヘッセン＝カッセル方伯、ノルウェー総督、シュレースヴィヒ＝ホルシュタイン総督
- コンラート・メンヒ（1744年 - 1805年）薬剤師、化学者、植物学教授
- フリードリヒ・フォン・ヘッセン＝カッセル＝ルンペンハイム（1747年 - 1837年）ヘッセン＝カッセル方伯家の公子
- エリーザベト・マーラ（1749年 - 1833年）オペラ歌手
- カール・ダウプ（1765年 - 1826年）プロテスタントの神学者
- ゲオルク・フリードリヒ・ザルトリウス（1765年 - 1828年）歴史家
- ヨハン・ベルンハルト・ロギアー（1777年 - 1846年）音楽家、作曲家、音楽教育者
- フリードリヒ・ティーデマン（1781年 - 1861年）天文学者、物理学者
- ユリウス・フォン・ハイナウ（1786年 - 1853年）オーストリアの将軍
- オットー・フィリップ・ブラウン（1798年 - 1869年）戦争大臣、大元帥
- クリスティアン・ユリウス・ヴィルヘルム・シーデ（1798年 - 1836年）医師、植物学者、著述家
- ルートヴィヒ・カール・ゲオルク・プファイファー（1805年 - 1877年）医師、植物学者、貝類学者
- ルートヴィヒ・シュンケ（1810年 - 1834年）ピアニスト、作曲家
- ユストゥス・カール・ハースカール（1811年 - 1894年）自然学者
- アンドレアス・アーヒェンバッハ（1815年 - 1910年）風景画家
- マルヴィーダ・フォン・マイゼンブーク（1816年 - 1903年）作家
- ポール・ジュリアス・ロイター（1816年 - 1899年）企業家、ロイター通信社の創設者
- ルイーゼ・フォン・ヘッセン＝カッセル（1817年 - 1898年）デンマーク王クリスチャン9世の王妃
- ヘルマン・グリム（1828年 - 1901年）文化史家、著述家
- アドルフ・オイゲン・フィック（1829年 - 1901年）生理学者
- フランツ・ゲオルク・フィリップ・ブーヒェナウ（1831年 - 1906年）植物学者、教育家
- カール・クラウス（1835年 - 1899年）動物学教授
- ルードウィッヒ・モンド（1839年 - 1909年）化学者
- ヨシアス・フォン・ヘーリンゲン（1850年 - 1926年）プロイセンの士官、戦争大臣
- アルベルト・ベッツェンベルガー（1851年 - 1922年）文献学者、考古学者
- フィリップ・シャイデマン（1865年 - 1939年）ドイツ国首相
- リヒャルト・ラインハルト・エミール・ショル（1867年 - 1951年）天文学者
- エルンスト・ノイマン＝ネアンダー（1871年 - 1954年）画家、発明家
- フランツ・ローゼンツヴァイク（1886年 - 1929年）ユダヤ系哲学者、歴史家
- アーデルハイト・フォン・ザクセン＝マイニンゲン（1891年 - 1971年）ザクセン＝マイニンゲン家の公女、プロイセンの王子アーダルベルト・フォン・プロイセンの妻
- ゲオルク・フォン・ザクセン＝マイニンゲン（1892年 - 1946年）ザクセン＝マイニンゲン家の家長
- ヘルムート・ハッセ（1898年 - 1979年）数学者
- アルノルト・ボーデ（1900年 - 1977年）画家、デザイナー、インテリアデザイナー、キュレーター、芸術教育家
- ヴァルター・グロース（1904年 - 1945年）政治家
- フェルディナント・フランツ（1906年 - 1959年）オペラ歌手
- ハインツ・フリードリヒ・ハルティヒ（1907年 - 1969年）作曲家、音楽教育家
- ハンス・ゲルリット・フォン・シュトックハウゼン（1907年 - 1943年）海軍将校
- ペーター・ベルクラー（1919年 - 1989年）医師、歴史家
- カール・ハインツ・メッツナー（1923年 - 1994年）サッカー選手
- ゲルハルト・ヤーン（1927年 - 1998年）政治家、連邦法務大臣
- エルンスト＝ヴォルフガング・ベッケンフェルデ（1930年 - ）法学者、連邦憲法裁判所判事
- ホルガー・ベルナー（1931年 - 2006年）政治家、ヘッセン州首相
- ミヒャエル・シュテュルマー（1938年 - ）歴史家
- ハンス・アイヒェル（1941年 - ）政治家、連邦財務大臣、カッセル市長、ヘッセン州首相
- トールヴァルト・プロル（1941年 - ）作家
- アストリート・プロル（1947年 - ）ドイツ赤軍の創始者
- ヴェルナー・ベッツィング（1949年 - ）文化地理学教授
- ブリギッテ・ツィプリース（1953年 - ）政治家、連邦法務大臣
- ウルリケ・フォルカーツ（1961年 - ）女優
- ベルント・シュトゥルムフェルス（1962年 - ）数学者
- クリス・ヒュルスベック（1968年 - ）音楽家（コンピューターミュージック）
- エマー・エルドアン（1977年 - ）サッカー選手
- マルティナ・ミュラー（1980年 - ）女子サッカー選手
- アニカ・メールホルン（1963年 - ）女子水泳選手
- オゼル・フルマジュ（1986年 - ）サッカー選手

### ゆかりの人物

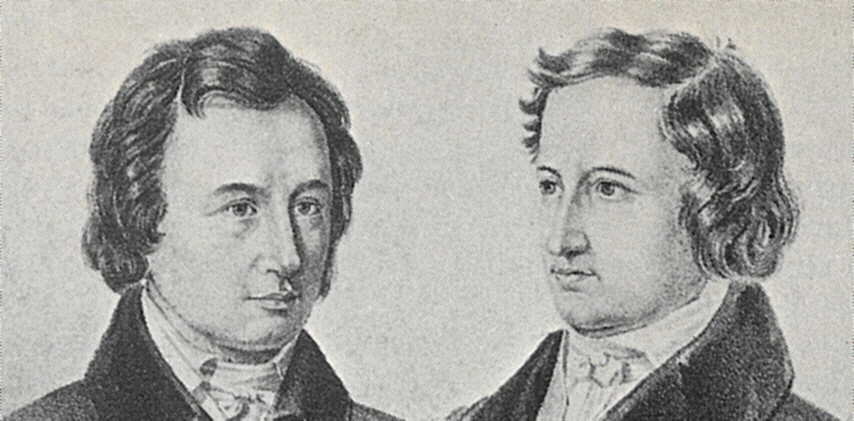
グリム兄弟

- ヨスト・ビュルギ（1558年 - 1632年）天文学者
- ハインリヒ・シュッツ（1585年 - 1672年）作曲家
- デニス・パピン（1647年 - 1712年）物理学者
- ヨハン・ゲオルク・アダム・フォルスター（1754年 - 1794年）博物学者
- ドロテア・フィーマン（1755年 - 1815年）グリム兄弟に聞き覚えた童話を語った女性
- ザムエル・トーマス・フォン・ゼンメルリング（1755年 - 1830年）医師、解剖学者、人類学者、古生物学者、発明家
- ルイ・シュポーア（1784年 - 1859年）作曲家
- ヤーコプ・グリム（1785年 - 1863年）文芸学者（グリム兄弟のうち兄）
- ヴィルヘルム・グリム（1786年 - 1859年）文芸学者（グリム兄弟のうち弟）
- ルートヴィヒ・エミール・グリム（1790年 - 1863年）画家、銅版画家（グリム兄弟ヤーコプおよびヴィルヘルムの弟）
- アルベルト・ヴィルヘルム・ハインリヒ・フォン・プロイセン（1862年 - 1929年）海軍司令官
- フリードリヒ・ヴィルヘルム・ムルナウ（1888年 - 1931年）映画監督、学生時代をカッセルで過ごした
- ローラント・フライスラー（1893年 - 1945年）法律家、人民法廷長官、1924年にカッセルに法律事務所を開設した
- ゲルハルト・フィーゼラー（1896年 - 1987年）フィーゼラー飛行機の創始者
- ルドルフ・カラツィオラ（1901年 - 1959年）レーシングドライバー、1920年代にカッセルのベルク賞を受賞している
- ラウリッツ・ラウリッツェン（1910年 - 1980年）政治家、連邦建設大臣、連邦郵政大臣、連邦交通大臣、カッセル市上級市長
- オットー・ザンダー（1941年 - ）俳優、カッセルで育った
- シュテファン・バルケンホール（1957年 - ）彫刻家、フリードリヒスギムナジウムでアビトゥアを取得した
- バーバラ・ルドニーク（1958年 - ）女優

## 引用
1. ↑  Hessisches Statistisches Landesamt: Bevölkerung in Hessen am 31.12.2023 (Landkreise, kreisfreie Städte und Gemeinden, Einwohnerzahlen auf Grundlage des Zensus 2011)]
2. ↑  http://www.stadt-kassel.de/stadtinfo/zahlen/bevoelkerung/
3. ↑   Gerhard Köbler: Historisches Lexikon der deutschen Länder. 6. Aufl. München: C.H.Beck 1988 = Darmstadt: Wissenschaftliche Buchgesellschaft 1999, S. 303.
4. ↑  Heinrich Gottfried Gengler: Regesten und Urkunden zur Verfassungs- und Rechtsgeschichte der deutschen Städte im Mittelalter, Erlangen 1863, pp. 467-479. - Lexikon des Mittelalters. Bd. V. München/Zürich: Artemis & Winkler 1991 (ISBN 3-8508-8905-X), Sp. 1035.
5. ↑   Lexikon des Mittelalters. Bd. V. München/Zürich: Artemis & Winkler 1991 (ISBN 3-8508-8905-X), Sp. 1035. - Gerhard Köbler: Historisches Lexikon der deutschen Länder. 6. Aufl. München: C.H.Beck 1988 = Darmstadt: Wissenschaftliche Buchgesellschaft 1999, S. 303.
6. ↑  Bonner Geschichtsblätter Bd. XX, Auseinandersetzungen um den vorläufigen Bundessitz, Bonn 1967
7. ↑  モスク建設 Frankfurter Rundschau、2008年8月28日付け
8. ↑  カッセル市のウェブサイト ― 姉妹都市
9. ↑  Die Entwicklung des Ausbildungs- und Arbeitsmarktes im August 2010（カッセル職業安定所）
10. ↑  “ICE-Netz 2011” (PDF).  DB Netz AG (2010年10月). 2011年9月26日閲覧。
11. ↑  ボローニャ・プロセス（日本語）
12. ↑  『名景世界遺産 水辺編』パイインターナショナル、2014年、79頁。ISBN 978-4-7562-4525-0。